# Sargassum
Genre

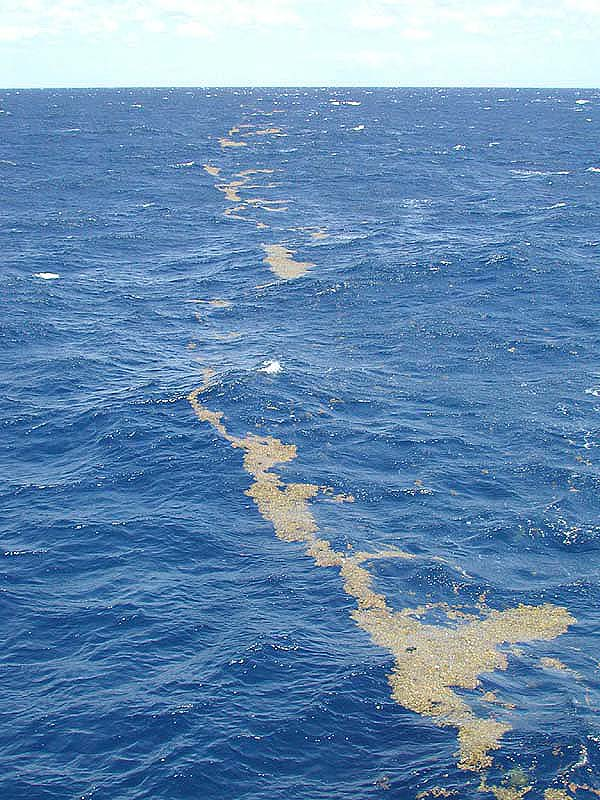
Forme libre de Sargasse, en Atlantique.

Sargassum, la Sargasse, est un genre d'algues brunes de la famille des Sargassaceae.

## Étymologie
Le nom de genre Sargassum vient du mot portugais « sargaço » ou de l'italien « sargasso » ou de l'espagnol « sargazo », signifiant « varech ». 
Le mot, attesté depuis au moins 1597, est lié à celui de la « Mar dos Sargaços », mer située à l'ouest des Îles Canaries « ainsi nommée, par les Portugais, à cause du Sargasso, ou Cresson, dont elle est couverte »,.

## Description
Les frondes de certaines espèces tropicales peuvent atteindre plusieurs mètres de long (jusqu'à 12 mètres). Elles peuvent être fixées au fond par un thalle dit « coriace », mais certaines Sargasses vivent parfois de manière exclusivement flottante ; principalement dans la mer du même nom, dans l'océan Atlantique.
Selon l'hydrographe et météorologiste du XIXe siècle Matthew Fontaine Maury, auteur de la Géographie physique de la mer, le nom de « sargasse » vient du mot espagnol sargazoqui signifie varech. Il décrit les Sargasses comme un « varech-nageur » et « porte-baie », qui forme principalement le « banc immense » de la mer des Sargasses par concentration des algues par les courants circulaires de l'Atlantique.
Jules Verne dans 20 000 lieues sous les mers fait dire à son héros qu'il partage l'opinion de Maury, et qu'il en a « pu étudier le phénomène dans ce milieu spécial où les navires pénètrent rarement. Au-dessus de nous flottaient des corps de toute provenance, entassés au milieu de ces herbes brunâtres, des troncs d'arbres arrachés aux Andes ou aux montagnes Rocheuses et flottés par l'Amazone ou le Mississippi, de nombreuses épaves, des restes de quilles ou de carènes, des bordages défoncés et tellement alourdis par les coquilles et les anatifes qu'ils ne pouvaient remonter à la surface de l'Océan. Et le temps justifiera un jour cette autre opinion de Maury, que ces matières, ainsi accumulées pendant des siècles, se minéraliseront sous l'action des eaux et formeront alors d'inépuisables houillères. Réserve précieuse que prépare la prévoyante nature pour ce moment où les hommes auront épuisé les mines des continents. »
Il existe plusieurs dizaines d'espèces de Sargasses, qui font toutes partie de l'ordre des Fucales, algues qui – pour des raisons mal comprises – sont (pour la plupart des espèces) en forte et rapide régression depuis la fin du XXe siècle sur le littoral européen (et notamment en France). Mais on ignore l'évolution et l'état des populations libres de la mer des Sargasses, qui pourraient aussi pâtir des nombreux déchets jetés en mer.
Les Sargasses, qu'elles soient dérivantes ou fixées à un substrat sont dans tous les cas maintenues en surface ou près de la surface par des flotteurs dits « pneumatocytes » (sphères remplies d'un gaz produit par l'algue).
C'est sous la mer des Sargasses que les anguilles (dont l'Anguille d'Europe) sont réputées venir (à grande profondeur) pondre leurs milliards d'œufs, qui y donnent naissance à des larves abondantes qui se transformeront en civelles avant de rejoindre les eaux douces où elles passeront leurs vies jusqu'à la maturité sexuelle qui les ramènera vers les Sargasses.

## Reproduction
Elle semble surtout se faire par fragmentation des touffes, par multiplication végétative, mais des ovogonies (cellules souches de la lignée germinale) et des anthéridies existent dans des organes spécialisés.

## Structures coloniales dérivantes
Deux espèces de Sargasse sont dites holopélagiques (se développant en surface pour l'intégralité de leur cycle de vie, sans besoin de s'accrocher à un substrat dur). Leurs flotteurs (pneumatocystes), maintiennent leurs frondes exposées à la lumière, maintenant leurs capacités de photosynthèse et une productivité élevée. Beaucoup de Sargasses ont une texture rugueuse et un mucus collant (protecteur contre les ultraviolets solaires) qui les rassemblent en amas flottant, formant parfois des radeaux végétaux, solides, mais souples, adaptés aux mouvements de houle et aux forts courants marins. Ces masses dérivantes, lorsqu'elles sont importantes, constituent un habitat et un refuge pour de nombreux invertébrés (145 espèces) et vertébrés marins (127 espèces) ainsi que pour dix espèces endémiques (Histrio histrio, Planes minutes…) qu'on ne trouve nulle part ailleurs et sont capables de pratiquer le biomimétisme afin de se camoufler dans ces « forêts d'algues »,.

## Historique

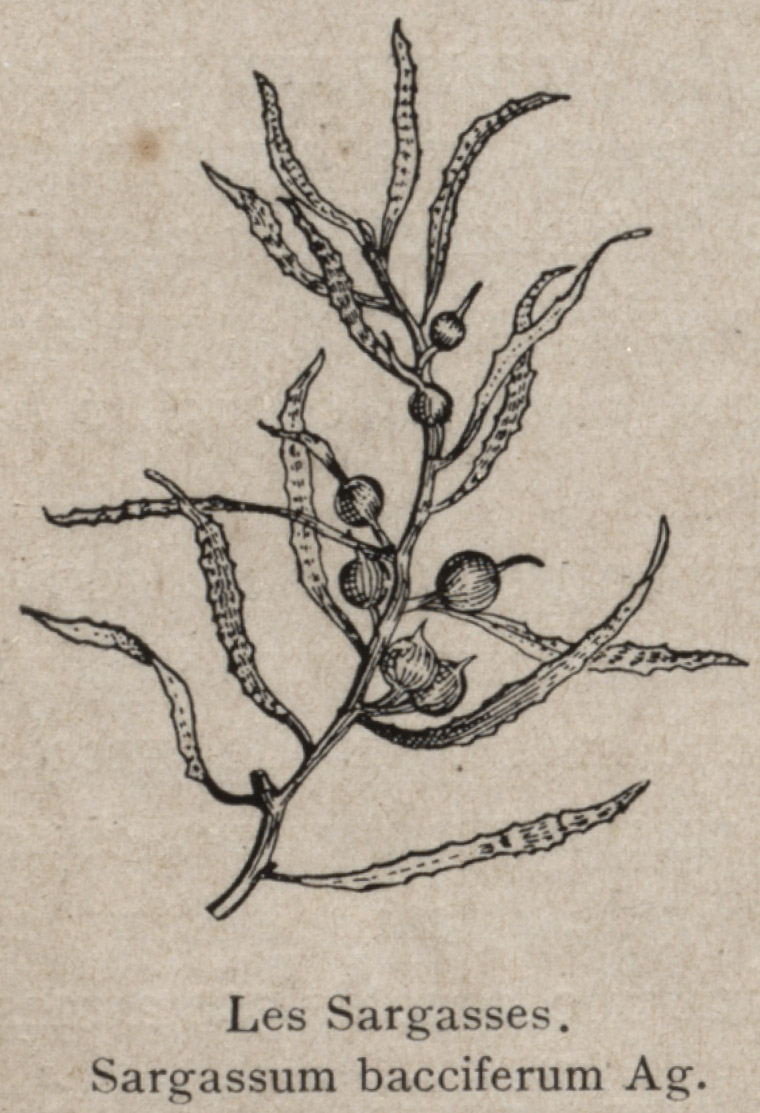
1928, extrait de : Christophe Colomb vu par un marin (p. 126).

L'archipel des Keys (Floride) et ses 1 700 îles environ sont  connus pour leurs populations côtières particulièrement denses de Sargasses, ainsi que pour des radeaux flottants d'algues (gulfweed, décrites par Christophe Colomb).
Des auteurs anciens ont évoqué une mer des Sargasses constituée  d'immenses tapis d'algues rendant la navigation presque impossible, piégeant les navires qui s'y aventuraient. Soit ces descriptions ont été fortement exagérées à partir de témoignages très locaux, soit elles relevaient d'une pure invention romanesque, soit ces algues ont depuis régressé et cette mer n'existe plus.

## Histoire scientifique

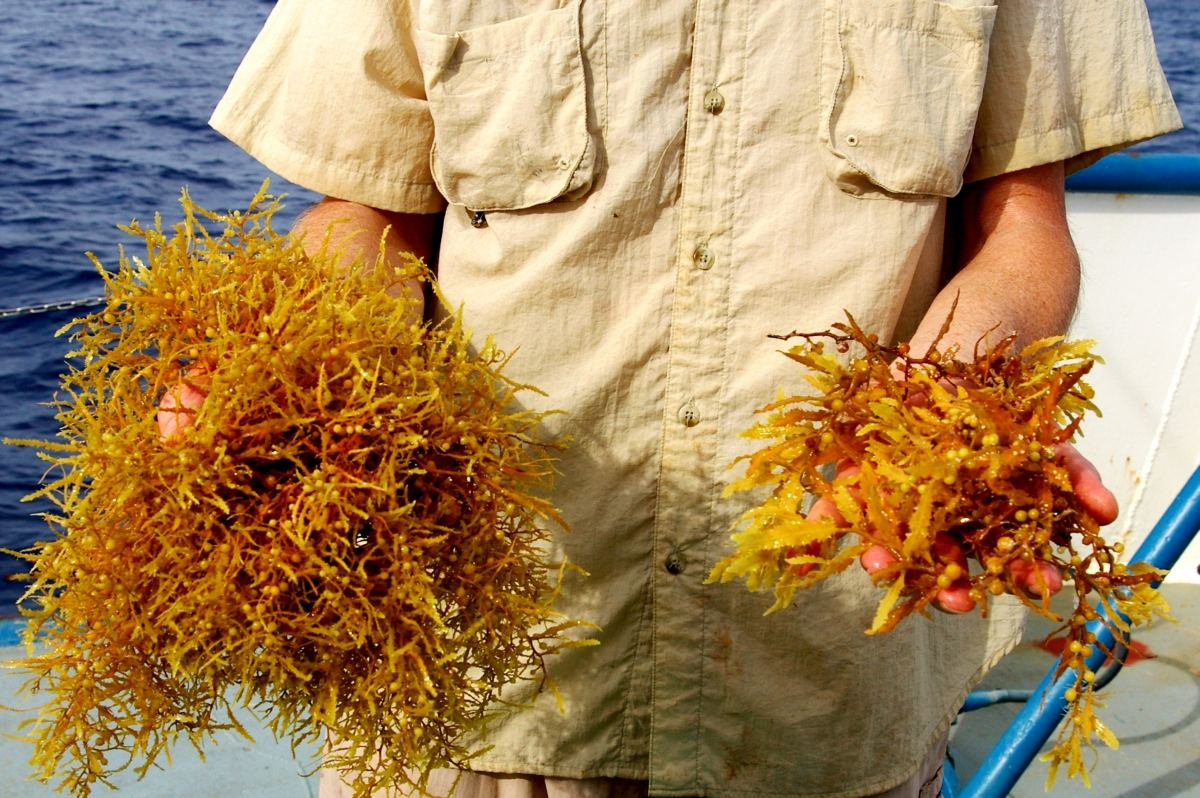
Deux espèces (S. natans et S. fluitans) sont holopélagiques, c'est-à-dire effectuant tout leur cycle de vie de manière planctonique et en surface, au gré des courants, du vent et des sources de nutriments.

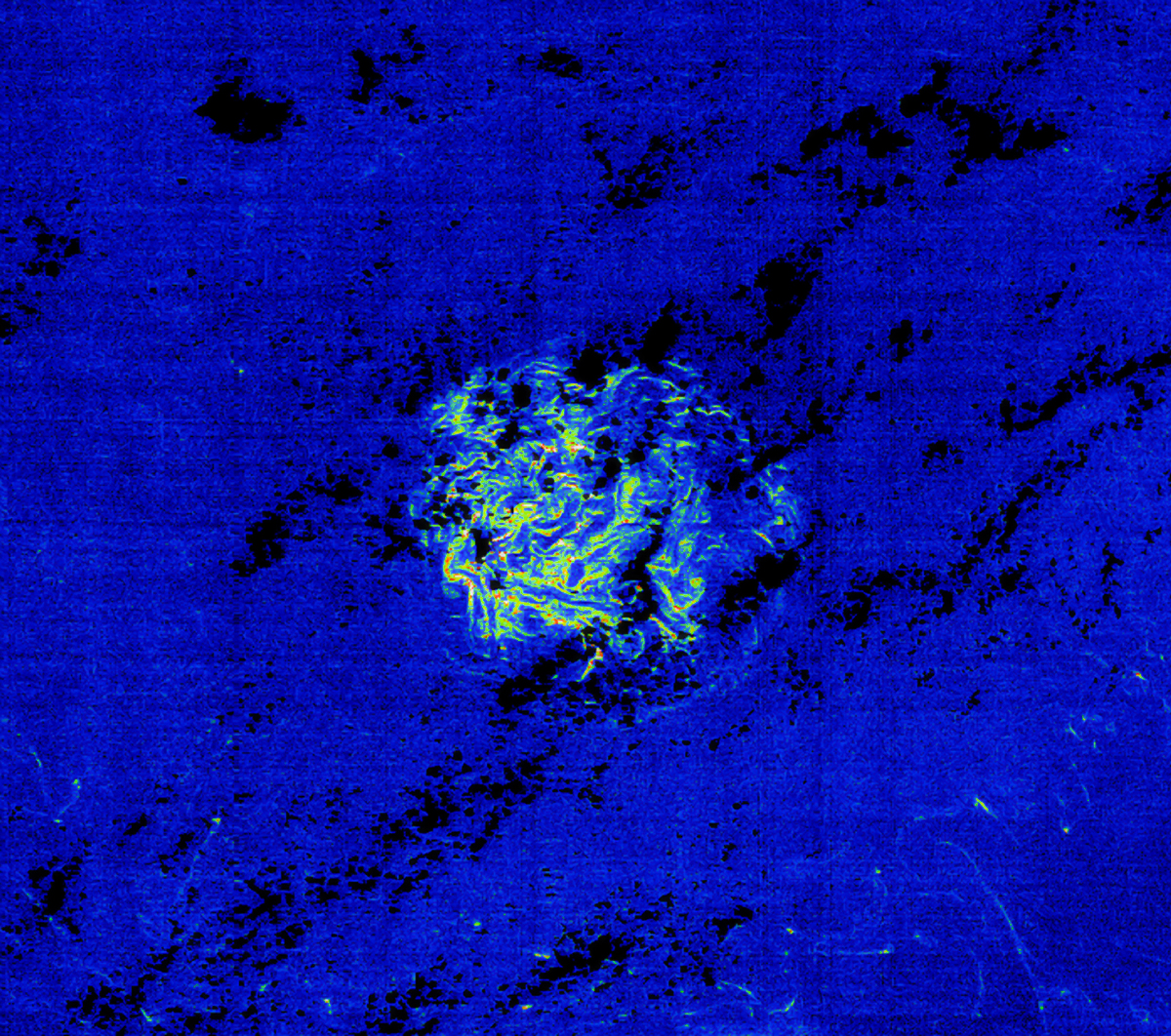
Banc de sargasses pélagiques d'environ 45 kilomètres de diamètre ("photographié" le 4 septembre 2008 par l'instrument MERIS du satellite Envisat au large de la côte-Est des États-Unis en Atlantique Nord. Le patch est centré à 35 ° 45'N et 66 ° 21'W.

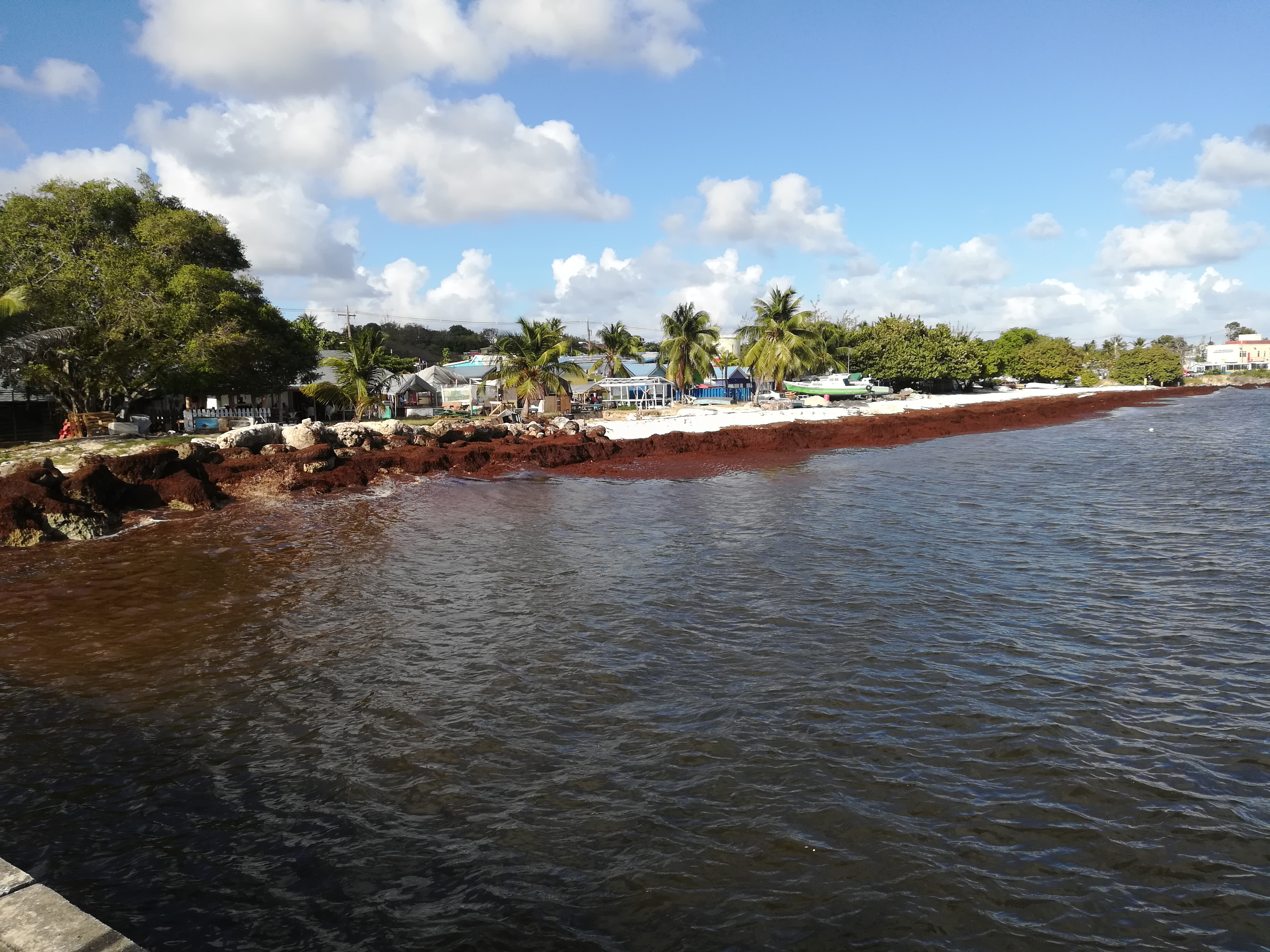
Marée brune à la Barbade (mai 2018).

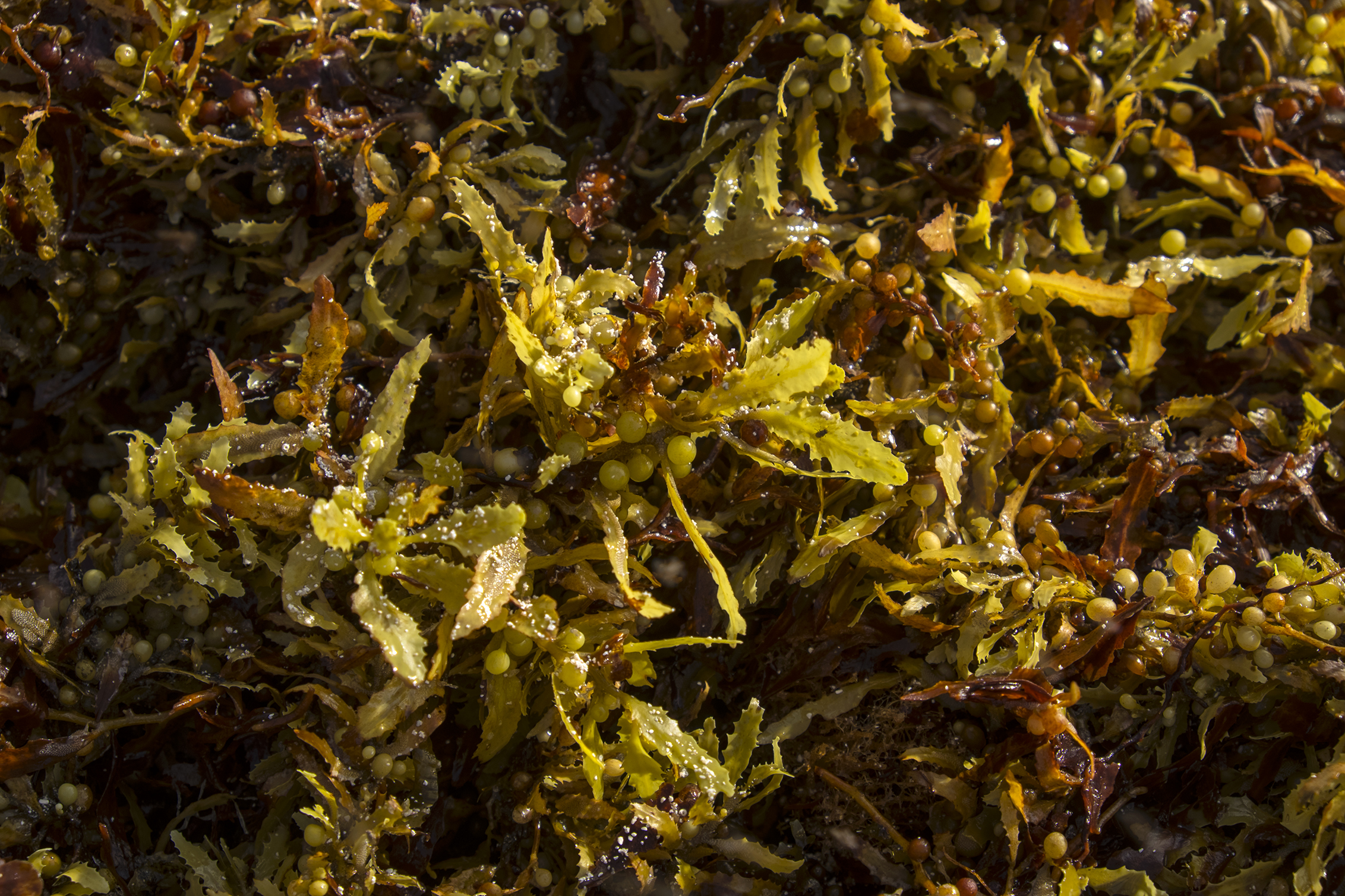
Les échouages sont sources d'une concentration de biomasse posant problème quand elle entre en décomposition (émanations de sulfure d'hydrogène notamment).

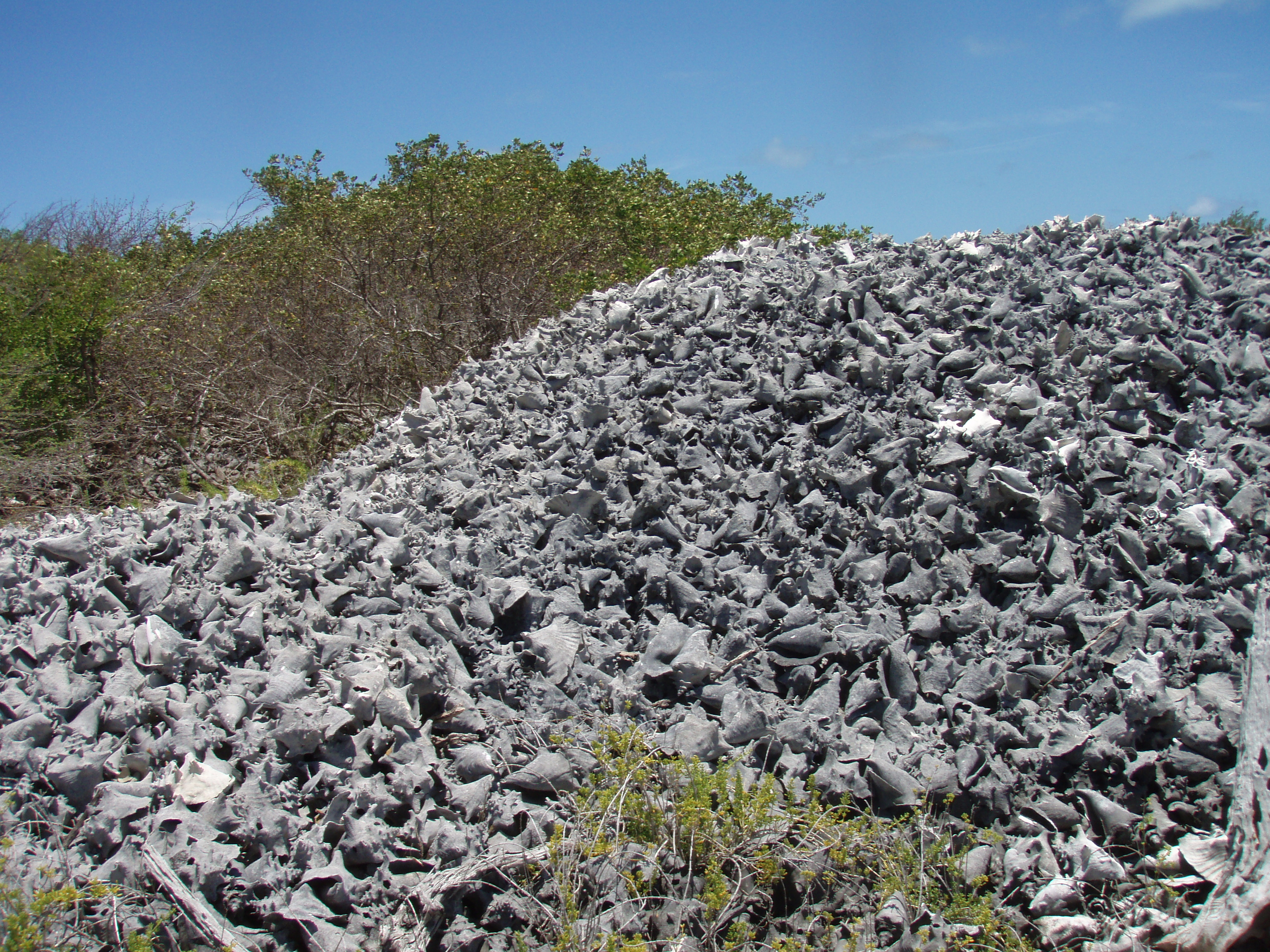
Amas de coquilles de lambis (l'un des consommateurs naturels de la Sargasse). La surpêche des lambis n'est pas la cause des pullulations (déforestation amazonienne, source d'érosion et de lessivage de nutriments vers la mer), mais pourrait y contribuer.

La répartition des Sargasses et ses variations sont observées et étudiées au moins depuis les années 1920 en Atlantique ouest,,,, notamment parce que les Sargasses ont fasciné les premiers explorateurs, ainsi que les biologistes (S. natans et S. fluitans sont les seules espèces devenues tout à fait holopélagiques, qui se reproduisent végétativement sans jamais s'attacher aux fonds marins durant leur cycle de vie ; on a aussi montré que les herbiers flottants formés par ces deux espèces, parfois sur des centaines de kilomètres carrés sont des oasis, zones de pontes, d'abri et nourriceries pour de nombreuses autres espèces (poissons et crustacés notamment).
Quelques mésinterprétations ont été faites (des évaluations quantitatives faites au même endroit à des saisons différentes donnent des résultats très différents, qui ont pu faire croire dans quelque cas à une régression de la biomasse d'algues faisant que dans les années 1980, des chercheurs s'interrogeaient encore sur des changements significatifs apparents de leur biomasse,).
En 2006, l'étude satellitaire des bancs de Sargasses a permis de résoudre les informations contradictoires et a mis en évidence des amas importants de Sargasses à des endroits où ils n'étaient pas supposés présents, dans le golfe du Mexique notamment.

## Marées brunes
En 2011, une première vague d'échouage, sans précédent, touche la zone Caraïbe. Les dépôts littoraux y dépassent parfois un mètre d'épaisseur ; ils piègent les tortues de mer et emplissent l'air d'une puanteur évoquant l'œuf pourri sur une partie significative des Antilles. Depuis le phénomène tend à empirer, et il pourrait en 2018 (d'après les tendances déduites des images satellitaires) encore battre des records. Les Antilles françaises subissent des échouages massifs de Sargassum fluitans et Sargassum natans,,, (entre 20 000 et 40 000 tonnes de sargasses sur le seul littoral guadeloupéen).

Ce phénomène sans précédent ajoute ses effets à celui de marées vertes localement constatées depuis la fin des années 1980, dues à des algues du genre Enteromorpha qui pullulent saisonnièrement en raison de la pollution azotée provenant principalement, au début des années 1990, selon Ifremer, des rejets domestiques directs dans certains bassins versants. 
Il pourrait être exacerbé par le fait que l'un des consommateurs des Sargasses, Lobatus gigas (dénommé lambi dans les Antilles françaises) a beaucoup régressé depuis les années 1960, en raison de la surpêche et peut-être de pollutions dues à l'utilisation de peintures antisalissures ou de chlordécone[réf. nécessaire].
Les Lobatus gigas adultes semblent s'alimenter indifféremment de jour comme de nuit, ce qui n'est pas le cas des larves véligères et des juvéniles âgés de moins d'un an. Ces derniers, tant qu'ils mesurent moins de 50 - 100 mm font preuve de phototaxie et d'une géotaxie négative et conservent un mode de vie diurne endogé et ne remontent pour s'alimenter en surface du sédiment qu'une fois la nuit tombée ; les éleveurs en récoltent des œufs à faible profondeur (3-18 mètres) puis les larves sont retrouvées à faible profondeur (0 à 1 mètre de profondeur) où et quand l'eau est calme. Ce n'est qu'au-delà d'une taille de 100 mm qu'ils iront peupler les herbiers marins peu profonds. Ils y forment ensuite de très importants agrégats saisonniers et sont alors très vulnérables aux actions de pêche. C'est là qu'ils acquerront leur forme adulte. L'espèce a fortement régressé dans les Antilles françaises depuis les années 1960, probablement en raison de la surpêche, ce qui a justifié dès la fin des années 1980 des tentatives d'élevage, notamment étudiées par Ifremer.
Au moins deux espèces de poissons coralliens de l'Ouest-Atlantique tropical sont, depuis le début des années 1960, connues (Moore 1962) pour se nourrir de sargasses (au vu de leur bol alimentaire) : Kyphosus sectatrix et K. incisor.
En 2011, l'aire de répartition de ces algues a subitement changé, pour des raisons encore mal comprises en 2018 . Contrairement à ce qui était supposé au départ, les échouages de Sargasses aux Antilles ne proviennent pas de la mer des Sargasses ; c'est ce qu'a montré la télédétection grâce aux images satellitaires (spectromètre d'imagerie à résolution moyenne de MERIS) et spectroradiomètre d'imagerie à résolution moyenne de MODIS) faites de l'Atlantique et du golfe de l'Amazone. Depuis 2011, ils montrent une énorme quantité de plantes flottantes, vraisemblablement du genre Sargassum, naissant au large des côtes du Brésil et d'abord centrées à environ 7° de latitude nord et 45° de longitude ouest, soit loin au sud de leur habitat normal. En juillet, l'extension de cette population atteignait le littoral africain à l'Est, et les Petites Antilles et les Caraïbes à l'ouest. 
Une modélisation plus fine des trajets de ces immenses bancs d'algues (disponible en 2016), montre pour chaque événement d'échouage massif une source autre que la mer des Sargasses, probablement liée aux apports de l'Amazone ; ces algues proliféreraient en mer grâce aux apports de nutriments (phosphate, nitrate) causés par une agriculture intensive et un lessivage des sols plus important, à la suite de la déforestation croissante de l'Amazonie,. Mais d'autres facteurs, dont un changement éventuel de courants marins au sein de la circulation thermohaline dans la « zone de recirculation nord-équatoriale » ou « NERR »), la destruction des mangroves de l'embouchure de l'Amazone (qui aggrave le relargage direct dans l'océan). Le phénomène "des envols de poussière du Sahara" (riches en fer et phosphates) pourrait aussi favoriser le développement de ces radeaux dérivant vers les Caraïbes. 
La nouvelle « région-source » de ces algues pélagiques est cernée d'un courant marin tournant dans le sens des aiguilles d'une montre, qui libère des tapis d'algues flottantes depuis l'Amérique du Sud vers l'Afrique de l'ouest. De janvier à mai, cette boucle s'arrête et des flux d'algues quittent cette zone en direction des Caraïbes. Tout au long de leur chemin, ces masses flottantes de Sargasses grandissent. Selon Chuanmin Hu c'est bien d'un phénomène nouveau, car aucune donnée, notamment satellitaire antérieure à 2011, n'évoque de pullulations d'algues dans cette région du monde.
Ce phénomène a des conséquences économiques importantes en affectant le tourisme, car il oblige à fermer l'accès à certaines plages et incommode les touristes. Ces marées brunes peuvent aussi nuire à la pêche en contribuant à former des zones marines mortes par anoxie, au détriment de nombreuses espèces de poissons, coraux, crustacés… Ces algues affectent l'écosystème en empêchant les tortues de mer venant pondre d'accéder aux plages, puis en réduisant les chances que les juvéniles puissent rejoindre la mer. Elles affectent la santé publique et la qualité de vie : la population locale se plaint d'irritation oculaires, de maux de gorge et d'oreilles et de nausées, causés par le sulfure d'hydrogène, qui - au delà d'une certaine concentration - bloque la respiration cellulaire. La baignade dans des bancs de Sargasses peut causer des démangeaisons cutanées dues à la présence d'hydraires (Aglaophenia sp.). Enfin, le ramassage de ces algues exige une main d'œuvre abondante s'il se fait à la main, ou des moyens financiers importants si des engins de terrassement sont utilisés.
Depuis que la source d'origine des Sargasses dans les Caraïbes est connue et qu'un suivi satellitaire existe, des systèmes de collecte en mer ont été déployés, avec notamment l'utilisation de barrages et de bateaux de ramassage,. 
Mi-2018, les littoraux des Antilles françaises, la Barbade et Porto Rico sont déjà très affectés, mais le problème ne touche pas que les grandes et petites Antilles. Plus au nord, le Texas qui se remet à peine d'une violente tempête, est touché, et Cancun, au Mexique, évalue à 900 dollars américains le coût de nettoyage d'un mètre de littoral.
Les biologistes ont constaté que la majeure partie des Sargasses apparues depuis 2011 au large de l'estuaire de l'Amazone présente une forme à pales plus larges que celles de l'algue de la mer des Sargasses. En 2018, une équipe étudie si cette « forme » était historiquement rare en zone tropicale, ou s'il s'agit d'une espèce distincte, et quels sont les facteurs qui ont favorisé depuis 2011 sa croissance.
À partir de la fin des années 2010, des études, internationales notamment, visent à lutter contre ce problème, et un premier sommet international a lieu à la Guadeloupe à ce sujet,.

## Invasives

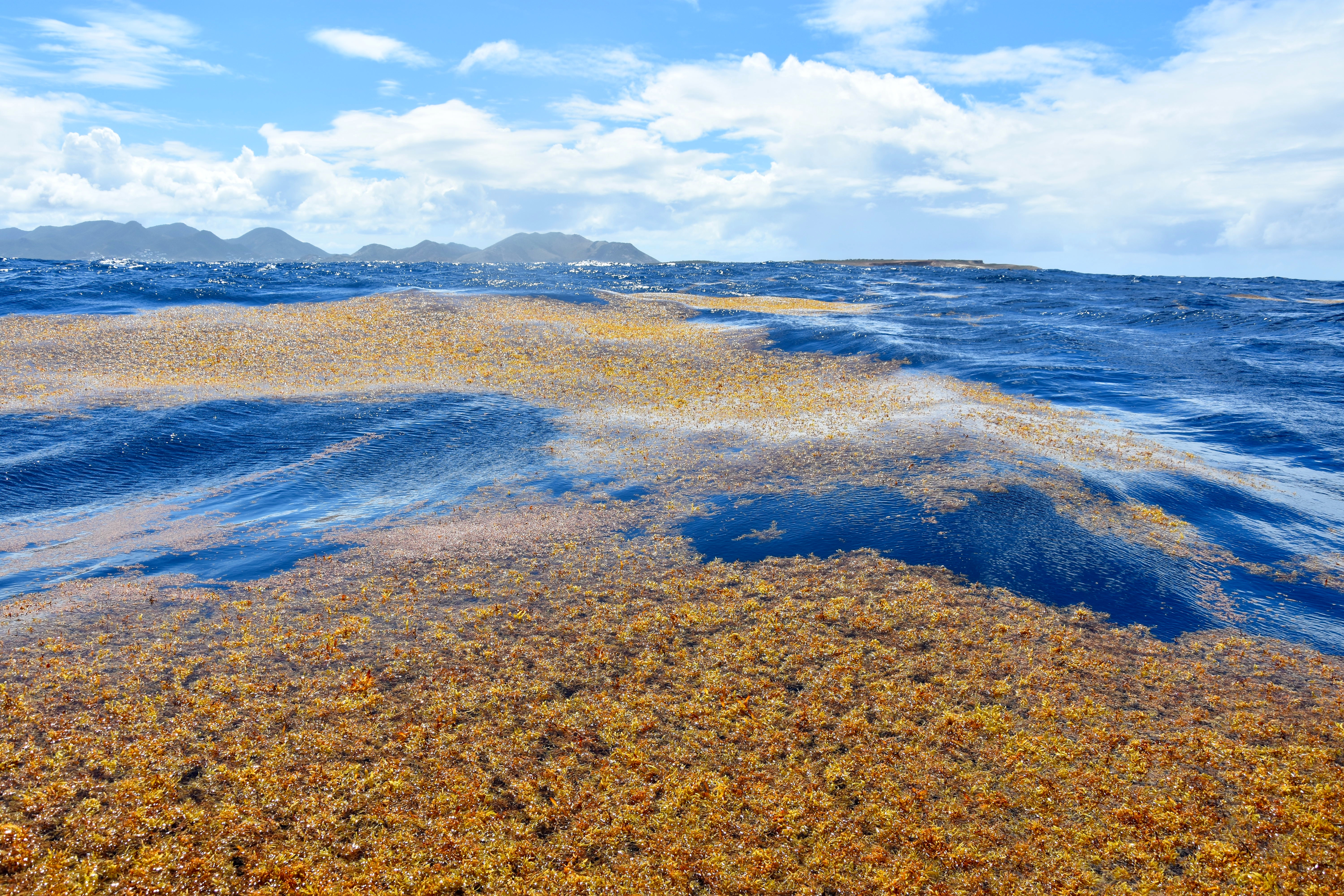
Sargasses au large de l'île Tintamare, dans la réserve naturelle nationale de Saint-Martin.

Certaines Sargasses présentent des propriétés susceptibles d'en faire des espèces invasives lorsqu'elles sont introduites dans de nouveaux biotopes,. Elles possèdent une résistance, un taux de croissance rapide, un taux de reproduction élevé et une forte capacité de propagation végétative. Les morceaux hachés par les hélices redonnent de nouvelles algues d'une excellente aptitude à la dérive sur de longues distances.
Sargassum muticum par exemple, a été introduite en Europe à partir du Japon (par exemple détectée en 1995 à Strangford Lough [ Comté de Down, Irlande du Nord ]) après importation d'huîtres de Guernesey, elles-mêmes introduites à partir du Japon. Des spécimens d'herbiers sont désormais stockés dans l'Ulster Museum (BEL numéros de catalogue: F11241 - F11242; F11182 - F11185). L'espèce a été trouvée dans les îles britanniques dans l'île de Wight en 1973. On pense qu'elle a gagné le monde entier avec le transport et l'introduction des huîtres japonaises dans diverses parties du monde, dont la France. Sans herbivores hors de son biotope d'origine, elle peut former de vastes tapis qui éliminent les espèces locales, colmatent des aires de plongées, gênent la pêche, bouchent les prises d'eaux de navires, piègent des débris, etc.
Depuis 2011, de vastes nappes de sargasses se sont ainsi étendues en haute mer au nord-est de l'Amérique du sud, et aussi vers l'Afrique. On estime qu'en 2018, une biomasse record de 20 millions de tonnes a colonisé cette partie de l'océan (10 fois plus qu'en 2011). 
L'imagerie satellitaire, via le suivi des taux de chlorophylle a dans les eaux de surface, laisse penser que ce phénomène est causé par un afflux d'éléments nutritifs. 
Les nutriments (nitrates, phosphates et carbone notamment provenaient autrefois de sources naturelles : les remontées d'eaux profondes, qui sont des remontées d'eaux riches en éléments nutritifs, que l'on trouve notamment le long de la côte ouest de l'Afrique.
Mais aujourd'hui les activités humaines, et secondairement l'érosion des sols qu'elles entraînent, apportent en mer une énorme quantité de minéraux et nutriments. Le fleuve Amazone en serait devenu la première source : dans son panache en mer, depuis 2009 le taux de chlorophylle a fortement augmenté, probablement à la suite d'une déforestation encore accrue et aux pertes d'engrais épandus sur les cultures de soja ou d'autres produits. Les arrivées massives de Sargasses sur les plages tropicales pourraient devenir la nouvelle normalité craignent les chercheurs.

## Usages actuels ou possibles
Les microalgues et/ou les macroalgues sont utilisées par l'homme probablement depuis la Préhistoire, en tant qu'aliment, amendement des sols ou engrais, et plus récemment pour d'autres usages, au sein d'une industrie aujourd'hui principalement asiatique,, estimée en 2004 à de plusieurs milliards de dollars. La production mondiale d'algues est passé de moins de 2 millions à 19 millions de tonnes de produits frais entre 1970 et 2010, mais, sauf pour quelques espèces en régression dans certaines régions du monde (fucus en Europe par exemple) on les considère encore comme une ressource naturelle sous-utilisée.
Des sargasses sont cultivées et récoltées en mer, en Corée du Sud par exemple. John J. Milledge & al. ont montré en 2018 qu'un dessalement par lavage à l'eau douce n'affecte ni le taux de lipides, ni celui de protéines, qu'il accroit légèrement la teneur en azote de l'algue (il passe de 3,85 à 4,77 % en masse sèche).
D'autres usages existent ou sont possibles, avec par exemple, pour les projets de valorisation envisagés aux Antilles, :
- une valorisation de tout ou partie des nombreux principes actifs (dont d'intérêt pharmaceutiques)[55] contenus par les sargasses, sachant que « les macroalgues sont le principal groupe d'êtres vivants photoautotrophes connu comme une source potentielle de métabolites secondaires » dont composés phénoliques, pigments et polysaccharides. La phytothérapie utilise déjà quelques espèces de sargasses cultivées. Les herboristes chinois les prescrivent souvent en poudre, vendue en sachets de papier de 0,5 gramme, à diluer dans de l'eau chaude et à boire comme un thé, en enlevant le cas échéant l'excès de mucus qui se formerait en surface. pour cet usage, elles sont communément nommées Sargassum Tea ;
Les sargasses sont riches en antioxydants[51], polysaccharides (sulfaté notamment)[56], composés phénoliques, et source potentielle de plastoquinone, phlorotannins, fucoxanthine, fucoïdane, acide sargaquinoïque, sargachroménol, stéroïdes, terpénoïdes et flavonoïdes[57],[58]. 
Des extraits de Sargassum (y compris de S. natans), ont montré un potentiel thérapeutique significatif, suggérant que des espèces du genre Sargassum sont des sources intéressantes de nouvelles molécules pour les bionanotechnologies ou pour produire des ingrédients fonctionnels d'intérêt alimentaire, pharmaceutique (antioxydant par exemple) utiles pour prévenir et/ou traiter divers troubles[59],[57],[60].
- Ces algues, sous réserves de précautions (biosécurité), grâce à leurs capacités de biosynthèse, pourraient être utilisées comme « nanobiofactories » pour produire de manière plus rapide et plus "verte" des nanoparticules d'or, d'argent ou d'oxydes métalliques (CuO, ZnO) ; d'autant que certains de leurs métabolites secondaires sont des agents réducteurs pouvant stabiliser les nanoparticules et/ou augmenter leur biocompatibilité, permettant d'élargir leur champ d'applications (antimicrobiens notamment, mais aussi antioxydant, nanoencapsulation, nanocomposites ou biocapteurs, « Néanmoins, leur toxicité est un facteur clé devant être pris en compte, pour que la réglementation applicable puisse garantir l'utilisation sûre des nanoparticules métalliques » rappelaient Paula Barciela & al. en 2022[61].
- la méthanisation des sargasses (et d'autres algues)[62],[63], après un pré-traitement[64], permettrait d'en tirer de l'énergie. C'est ce que projette Evergaz sous l'initiative du Syndicat Mixte d'électricité de la Guadeloupe. En effet, la matière organique non digérée par les bactéries pourrait être transformée en biogaz[65]. 
Une étude a aussi montré que la « co-digestion », en méthaniseur, d'un mélange à parts égales de sargasse et de lisier de porc améliore le rendement de méthanisation, et produit un résidu (digestat) dont le rapport C/N (de 16,8) est très intéressant pour l'agriculture[66]. Selon John J. Milledge & al. (2018), un prétraitement des algues par lavage à l'eau douce augmente le taux d'humidité de l'algue (qui passe alors de 85,6 % à 89,1 %), mais en réduisant in fine sa teneur en cendres (qui passe alors de 32,7 % en poids sec, à 30,6 % pour l'algue lavée), et en réduisant le taux de sel (qui passe de 51,5 %, à 42,5 %)[52]. Après dessalement et séchage, le pouvoir calorifique de l'algue augmente significativement (en raison de sa moindre teneur en cendres ; 11,5 à 12,6 kJ g−1 en matière sèche)[52]. Le lavage augmente les pertes de lixiviat lors de l'ensilage, les pertes totales de lixiviat augmentant après le lavage (12,7–25,2 %)[52], mais diminue un peu le rendement en méthane et en retarde la production dans le méthaniseur ; le rendement qui est d'environ 0,225 L CH4 g−1 VS pour un échantillon de biomasse algale non lavée (soumise à une digestion anaérobie de 28 jours lors des tests) passe à 177 L CH4 g−1 VS pour l'échantillon lavé ; et  John J. Milledge & al. (2018) constatent aussi que le lavage a retardé la production de biométhane ; il permet cependant d'obtenir un résidu de méthanisation moins salé[52]. Le rendement en termes de production de méthane est meilleur après un lavage à l'eau douce qu'après un lavage à l'eau de mer ou un préséchage[52]. 
Un consortium (MacroBioCrude) a été créé au Royaume-Uni et doté de 2,3 millions de livres sterling du Conseil de recherche en génie et en sciences physiques (EPSRC) est un projet interdisciplinaire visant à pour proposer une filière intégrée d'approvisionnement et traitement de macroalgues à une fin de production soutenable de biocarburants à partir d'algues (macroalgues y compris). Une telle production pourrait, à la marge ou localement contribuer à alléger le poids de la crise énergétique[67] ;
- du « biohydrogène » (ou « hydrogène vert ») est également envisagé[68], que l'on pourrait par exemple produire grâce à un processus de désintégration moléculaire associant un surfactant à l'utilisation d'ultrasons[69] ;
- le compostage peut valoriser une certaine quantité de sargasses (pour l'apport de potasse, d'iode et autres oligoéléments…) ;
- préalablement dessalées[52], elles sont une source possible (et déjà expérimentée) de biocarburant/biofuels (gazeux ou liquides) ;
- des alginates[70] peuvent alimenter l'industrie agro-alimentaire, ou servir à produire des bioplastiques ;
- bioraffinerie : des molécules d'intérêts pharmaceutiques et cosmétiques sont envisagés[71],[72]. Une étude (2020) a montré que grâce à des molécules bioactives présentes dans une sargasse, il est possible, via un procédé utilisant l'acide tétrachloroaurique (HAuCl4), de produire des nanoparticules sphériques d'or, stables, de 7 et 20 nm de diamètre pour la plupart, à partir de Sargassum cymosum, de manière moins toxique et moins couteuse que par d'autres méthodes[73] ;
- valorisation en biochar ou un hydrochar, susceptibles de remplacer le charbon de bois ou le charbon actif pour certaines de ses fonctions, d'améliorer les sols (notamment certains sols pollués)[74] ;
- valorisation en amendement ou engrais riches en iode et autres oligoéléments, et en nutriments susceptibles de favorisant la fixation d'un trait de côte dunaire ou de mangrove…) ;
- il semble aussi possible de produire une pâte à papier à base de sargasses[75] ;
- Contenant 8% de protéines brutes et 39% de glucides, des vitamines, de l'iode et des acides gras essentiels, ces sargasses pourraient aussi, après vérification qu'elles n'aient pas bioconcentré certains polluants, entrer dans l'alimentation animale, bovine, porcine ou caprine[76]. 
Des additifs alimentaires à base d'algues pourraient limiter la production de méthane par les bactéries méthanogènes entéritiques[77].

Les sargasses flottantes ou fraichement échouées peuvent être conservées par des méthodes relativement peu coûteuses : séchage solaire, ou ensilage.

## Composition
La composition de S. natans et de S. muticum sont similaires.

### Freins à la valorisation
Parmi ces freins, figurent des problèmes économiques, énergétiques, technique et d'infrastructures, avec en particulier : 
- la forte teneur en sel et en eau (difficilement extractibles) ;
- le fait que certains échouages peuvent contenir des sargasses significativement polluées par des hydrocarbures, des métaux lourds et des métalloïdes toxiques (ex : arsenic, cadmium…[80],[81] limite certains projets d'utilisation, en tant qu'engrais ou aliment par exemple.
- l'absence de tradition, d'infrastructures de collecte et/ou traitement, et d'industrie ou de filières utilisant déjà ces algues (aux Antilles comme en Afrique) rend le développement de projets difficile (tout reste à faire).
- la saisonnalité et la pérennité non assurée des échouages implique des méthodes, moyens et lieux de conservation des algues pour une disponibilité continue de cette matière première ; et le lavage / broyage des macroalgues, recommandé, nécessite de l'énergie en quantité significative[82], ce qui le processus plus couteux que celui qui utilise des microalgues. 
Le lavage consomme de l'eau douce (devant être propre pour certains usages) alors que les zones d'échouage sont souvent des régions où l'eau douce manque.
- Idéalement, au moins dans les zones d'intérêt écologique et touristique, il faudrait pouvoir exploiter la quasi-totalité de la biomasse échouée[83]
- Et, si des infrastructures ou moyens adéquats existent dans certaines îles ou littoraux, ils sont rarement immédiatement disponibles sur les lieux d'échouage, notamment dans les îles pauvres qui en auraient le plus besoin (Haïti par exemple). L'approvisionnement de telles filières serait en outre discontinu (très lié à la météo)[84], problème qui peut être résolu par un stockage par séchage, ou ensilage[83].
- L'ensilage des macroalgues a fait l'objet d'essais dont les résultats sont encore contradictoires. Il peut-être source de nuisances olfactives, mais aussi de pertes sous forme d'effluents (10 à 28% de la biomasse ensilée disparait dans l'effluent, mais moins chez les espèces contenant moins d'eau[85] ou préalablement flétries, mais sans atteindre le début d'une putréfaction[86]. 
Pour 5 espèces de macroalgues étudiées, les pertes de solides volatils (VS) dues à l'ensilage étaient inférieures à 3-19 % de la biomasse d'origine solide volatile[85] (mais peuvent atteignant 22,5 % pour l'algue rouge Palmaria palmate, et 22 % pour l'algue brune,Laminaria digitate)[83]. 
Les pertes de lixiviat (ex : 150 mL kg-1 pour  Palmaria palmate et 60 mL kg-1 pour Laminaria digitate correspondent à une forme de séchage durant l'ensilage[83]. Lors d'un ensilage de Sargassum muticum entières, le volume lixivié (68 ml kg-1) était un peu supérieur à celui mesuré sur les laminaires, mais quand l'algue était hachée en fragments de 1 à 2 mm, il chutait à 27 ml kg-1 84, avec des pertes de matière sèche faibles (< 2,7–8,7 %)[83]. Après ensilage, S muticum est plus sec, a une moindre teneur en cendres et contient bien moins de sel (NaCl), avec peu de changement dans les taux de C, H et N de la matière organique, et sans différence statistique entre la HHV de la matière sèche de la biomasse de S. muticum avant et après l'ensilage[85],[83]. 
Pendant l'ensilage, presque tout le soufre organique est éliminé de la biomasse[87], et, en conditions anaérobies, les composés organiques contenant du soufre sont décomposés par des bactéries, formant des composés intermédiaires contenant du soufre qui forment finalement du sulfure d'hydrogène en utilisant des acides gras volatils organiques de faible poids moléculaire comme donneurs d'électrons[88],[89]. Les bactéries réductrices de soufre présentes dans l'ensilage[89],[90] sont la cause potentielle de la perte de soufre chez S. muticum ensilé. Il a également été rapporté que certaines bactéries lactiques métabolisent les acides aminés] contenant du soufre[91], et peuvent donc contribuer à la dégradation des composés soufrés organiques. Les matières premières à faible teneur en cendres, en sel et en soufre sont donc privilégiées à la fois pour la gazéification et la DA et, par conséquent, l'ensilage peut apporter des avantages en aval dans la production de biocarburants. La production de H2S pendant l'ensilage pose un risque sanitaire à prendre en compte en matière de sécurité opérationnelle. 
La perte d'énergie totale pour la biomasse ensilée de S. muticum était de 0,2 à 8 % [87]. Les pertes d'énergie dues à l'ensilage d'algues sont relativement faibles, et il peut donc s'agir d'une méthode énergétiquement viable de conservation des algues pour la production de biocarburants[92].

Toutes ces 'contraintes' freinent les entreprises à investir dans ces projets, même si l'on sait que l'ensilage et la gazéification offrent une solution potentielle à plusieurs de ces problèmes, des innovations techniques dans le domaine de la chimie verte (et des solvants verts en particulier) telles que l'extraction par liquide ionique (par exemple testé (2022) pour extraire la chlorophylle) ou par solvant eutectique profond (toxicologiquement plus sûr et technologiquement plus propre) pourraient améliorer certains rendements, l'utilisation d'un surfactant médié par des ultrasons.

## Distribution
Elle varie selon les espèces, mais peut être large : Sargassum muticum a une aire de répartition s'étendant de Nanaimo (Colombie-Britannique) à la Basse-Californie (États-Unis).
Plusieurs espèces de Sargasses se retrouvent partout dans les régions tropicales du monde ; elles sont souvent macrophytes. Les plus visibles sont proches des côtes là où elles poussent ancrées sur un substrat ou de manière dérivante près de récifs coralliens. Les plantes y poussent subtidalement (en arrière de la zone intertidale) avec les coraux, sur des rochers ou dans des zones plus abritées. Dans quelques cas, en mer des Sargasses notamment, les populations de Sargassum sont exclusivement flottantes.
On trouve en Europe dans les laisses de mer des Sargasses échouées après leur longue dérive portées par le Gulf stream ; le long des côtes de Grande-Bretagne, de France, mais aussi de Scandinavie (mer Baltique, archipel d'Heligoland), des Pays-Bas, d'Irlande, dans la péninsule Ibérique. On en trouve aussi quelques espèces en Méditerranée (Italie et Adriatique), ainsi qu'au Japon, en Corée, Chine et en Alaska[réf. nécessaire].

## Liste des sous-genres et espèces
Selon AlgaeBase (27 février 2015) :
- Sargassum abbottiae G.C.Trono, Jr.
- Sargassum acinacifolium Setchell & N.L.Gardner
- Sargassum acinaciforme Montagne
- Sargassum acinaria C.Agardh
- Sargassum acinarium (Linnaeus) Setchell
- Sargassum agardhianum Farlow
- Sargassum agaviforme Tseng & Lu
- Sargassum albemarlense W.R.Taylor
- Sargassum albertisii Piccone
- Sargassum alternato-pinnatum Yamada
- Sargassum amabile Yamada
- Sargassum amaliae Grunow
- Sargassum amigdalifolium Bory de Saint-Vincent
- Sargassum ammophilum Yoshida & T.Konno
- Sargassum angii L.M.Laio
- Sargassum angustifolioides Tseng & Lu
- Sargassum angustifolium C.Agardh
- Sargassum aquifolium (Turner) C.Agardh
- Sargassum araii Yoshida
- Sargassum armatum J.Agardh
- Sargassum arnaudianum Montagne
- Sargassum asperifolium Hering & G.Martens ex J.Agardh
- Sargassum assimile Harvey
- Sargassum autumnale Yoshida
- Sargassum baccularia (Mertens) C.Agardh
- Sargassum balingasayense Trono
- Sargassum banyuejiaoense C.K.Tseng & Lu
- Sargassum bataanense G.C.Trono
- Sargassum beihaiense C.K.Tseng & B.Lu
- Sargassum belangeri Bory de Saint-Vincent
- Sargassum bermudense Grunow
- Sargassum bicorne J.Agardh
- Sargassum biserrulioides C.K.Tseng & Lu Baroen
- Sargassum boreale Yoshida & Horiguchi
- Sargassum boryanum A.Richard
- Sargassum botruosum Montagne
- Sargassum botuliforme Kraft
- Sargassum boveanum J.Agardh
- Sargassum brachycarpum J.Agardh
- Sargassum brachyphyllum Zanardini
- Sargassum brandegeei Setchell & N.L.Gardner
- Sargassum bulbiferum Yoshida
- Sargassum buxifolium (Chauvin) M.J.Wynne
- Sargassum californicum (Grunow) Setchell
- Sargassum calophyllum De Notaris
- Sargassum capillare Kützing
- Sargassum capilliforme Tseng & Lu
- Sargassum capitatum Tseng & Lu
- Sargassum carpophyllum J.Agardh
- Sargassum cavernulosum Kraft
- Sargassum cervicorne Greville
- Sargassum chamissonis Kützing
- Sargassum cinctum J.Agardh
- Sargassum cinereum J.Agardh
- Sargassum cinotum J.Agardh
- Sargassum claviferum J.Agardh
- Sargassum clonocarpum Grunow
- Sargassum concinnum Greville ex J.Agardh
- Sargassum confusum C.Agardh
- Sargassum congkinhii Pham-Hoàng Hô
- Sargassum corderoi R.B.Modelo Jr, I.Umezaki & L.M.Liao
- Sargassum coreanum J.Agardh
- Sargassum cornigerum Sonder
- Sargassum cornutifructum H.D.Nguyen & Q.N.Huynh
- Sargassum costatum Tseng & Lu
- Sargassum cotoense Nguyen Huu Dai
- Sargassum crispifolium Yamada
- Sargassum cuneifolium J.Agardh
- Sargassum currimaoense G.C.Trono
- Sargassum cylindrocarpum Setchell & Gardner
- Sargassum cylindrocystum Figari & De Notaris
- Sargassum cymosum C.Agardh
- Sargassum cystocarpum C.Agardh
- Sargassum cystophyllum Montagne
- Sargassum dasyphyllum
- Sargassum dazhouense Tseng & Lu
- Sargassum decaisnei J.Agardh
- Sargassum densicystum Tseng & Lu
- Sargassum densifolium Zanardini
- Sargassum denticarpum T.Ajisaka
- Sargassum dentifolium (Turner) C.Agardh
- Sargassum desfontainesii (Turner) C.Agardh
- Sargassum desvauxii (Mertens) C.Agardh
- Sargassum distichum Sonder
- Sargassum divaricatum Greville
- Sargassum diversifolium (Turner) C.Agardh
- Sargassum dotyi Trono
- Sargassum dumosum Greville
- Sargassum ecuadoreanum W.R.Taylor
- Sargassum elegans Suhr
- Sargassum elongatum  (Sans vérification)
- Sargassum emarginatum C.K.Tseng & Lu
- Sargassum ensifolium (C.Agardh) J.Agardh
- Sargassum erinaceum Greville ex Kuntze
- Sargassum erosum J.Agardh
- Sargassum erumpens Tseng & Lu
- Sargassum esperi C.Agardh
- Sargassum euryphyllum (Grunow) Tseng & Lu Baoren (Sans vérification)
- Sargassum expansum Kuntze
- Sargassum fallax Sonder
- Sargassum feldmannii Pham-Hoàng Hô
- Sargassum fergusonii Grunow
- Sargassum filifolium (C.Agardh) C.Agardh
- Sargassum filiforme Montagne
- Sargassum filipendula C.Agardh
- Sargassum fissifolium (Mertens) C.Agardh
- Sargassum flavicans (Mertens) C.Agardh
- Sargassum flavifolium Kützing
- Sargassum fluitans (Børgesen) Børgesen
- Sargassum fragile J.Agardh
- Sargassum fresenianum J.Agardh
- Sargassum frutescens Tseng & Lu
- Sargassum fruticulosum Tseng & Lu
- Sargassum fujianense C.K.Tseng & B.Lu
- Sargassum fuliginosoides Tseng & Lu
- Sargassum fuliginosum Kützing
- Sargassum fulvellum (Turner) C.Agardh
- Sargassum furcatum Kützing
- Sargassum fuscifolium Tseng & Lu
- Sargassum fusiforme (Harvey) Setchell
- Sargassum galapagense Grunow
- Sargassum gemmiphorum Tseng & Lu
- Sargassum giganteifolium Yamada
- Sargassum giganteum O.Camacho & G.Diaz-Pulido
- Sargassum glandulifolium
- Sargassum glaucescens J.Agardh
- Sargassum globulariifolium J.Agardh
- Sargassum godeffroyi Grunow
- Sargassum gracile J.Agardh
- Sargassum gracillimum Reinbold
- Sargassum graminifolium C.Agardh
- Sargassum granuliferum C.Agardh
- Sargassum grevillei J.Agardh
- Sargassum guangdongii Tseng & Lu
- Sargassum hainanense Tseng & Lu
- Sargassum hemiphylloides Kützing
- Sargassum hemiphyllum (Turner) C.Agardh
- Sargassum henslowianum C.Agardh
- Sargassum herbaceum Kützing
- Sargassum herklotsii Setchell
- Sargassum herporhizum Setchell & N.L.Gardner
- Sargassum hildebrandtii Grunow
- Sargassum hombronianum Montagne
- Sargassum horneri (Turner) C.Agardh
- Sargassum hornschuchii C.Agardh
- Sargassum horridulum Grunow
- Sargassum horridum Setchell & N.L.Gardner
- Sargassum howeanum A.H.S.Lucas
- Sargassum howellii Setchell
- Sargassum huangluense C.K.Tseng & Lu
- Sargassum hystrix J.Agardh
- Sargassum ilicifolioides Tseng & Lu
- Sargassum ilicifolium (Turner) C.Agardh
- Sargassum incanum Grunow
- Sargassum incisifolium (Turner) C.Agardh
- Sargassum integerrimum Tseng & Lu
- Sargassum integrifolioides Tseng & Lu
- Sargassum intermedium Tseng & Lu
- Sargassum involucratum De Notaris
- Sargassum johnsonii V.J.Chapman
- Sargassum johnstonii Setchell & N.L.Gardner
- Sargassum kashiwajimanum Yendo
- Sargassum kasyotense Yamada
- Sargassum kuetzingii Setchell
- Sargassum kushimotense Yendo
- Sargassum lacerifolium (Turner) C.Agardh
- Sargassum laevigatum J.Agardh
- Sargassum lanceolatum J.Agardh
- Sargassum lapazeanum Setchell & N.L.Gardner
- Sargassum latifolium (Turner) C.Agardh
- Sargassum laxifolium Tseng & Lu
- Sargassum leizhouense Tseng & Lu
- Sargassum lendigerum (Linnaeus) C.Agardh
- Sargassum leptopodum J.Agardh
- Sargassum leptopodum Sonder
- Sargassum liebmannii J.Agardh
- Sargassum ligulatum C.Agardh
- Sargassum linearifolium (Turner) C.Agardh
- Sargassum longicarpum Tseng & Lu
- Sargassum longicaulis Tseng & Lu
- Sargassum longifructum C.K.Tseng & B.Lu
- Sargassum longivesiculosum Tseng & Lu
- Sargassum lophocarpum J.Agardh
- Sargassum macdougalii E.Y.Dawson
- Sargassum macrocarpum C.Agardh
- Sargassum macrophyllum Zanardini
- Sargassum magarevense  (Sans vérification)
- Sargassum marcaccii Grunow
- Sargassum marginatum (C.Agardh) J.Agardh
- Sargassum mathiesonii Kilar
- Sargassum maximilianii (Schrad.) Martens (Sans vérification)
- Sargassum mcclurei Setchell
- Sargassum megalocystum Tseng & Lu
- Sargassum micracanthum (Kützing) Endlicher
- Sargassum microceratium (Mertens ex Turner) C.Agardh
- Sargassum microcystum J.Agardh
- Sargassum microphyllum C.Agardh
- Sargassum minimum Tseng & Lu
- Sargassum miyabei Yendo
- Sargassum moelleri Reinbold
- Sargassum muticum (Yendo) Fensholt
- Sargassum namoense Nguyen Huu Dai
- Sargassum nanshaense C.K.Tseng & Lu
- Sargassum naozhounse C.K.Tseng & Lu
- Sargassum natans (Linnaeus) Gaillon (espèce type)
- Sargassum neglectum Figari & De Notaris
- Sargassum neurophorum J.Agardh
- Sargassum nigrescens Zanardini
- Sargassum nigrifolioides C.K.Tseng & Lu
- Sargassum nigrifolium Yendo
- Sargassum nipponicum Yendo
- Sargassum notarisii Zanardini
- Sargassum novae-hollandiae P.C.Silva
- Sargassum novae-zealandiae  (Sans vérification)
- Sargassum nozhouense Tseng & Lu
- Sargassum obovatum Harvey
- Sargassum obtusifolium J.Agardh
- Sargassum ohnoi G.C.Trono
- Sargassum okamurae Yoshida & T.Konno
- Sargassum oligocystum Montagne
- Sargassum orotavicum T.Díaz-Villa, J.Afonso-Carillo & M.Sansón
- Sargassum pachycarpum J.Agardh
- Sargassum pacificum Bory de Saint-Vincent
- Sargassum pallidum (Turner) C.Agardh
- Sargassum palmeri Grunow
- Sargassum paniculatum J.Agardh
- Sargassum paradoxum (R.Brown ex Turner) Gaillon
- Sargassum parvifolioides Tseng & Lu
- Sargassum parvifolium (Turner) C.Agardh
- Sargassum parvivesiculosum C.K.Tseng & Lu
- Sargassum parvulum Tseng & Lu
- Sargassum patens C.Agardh
- Sargassum persicum Kützing
- Sargassum pfeifferae Grunow
- Sargassum phamhoangii Nguyen Huu Dai
- Sargassum philippinense Grunow
- Sargassum phyllocystum C.K.Tseng & Lu
- Sargassum picconii Grunow
- Sargassum piluliferum (Turner) C.Agardh
- Sargassum pinnatifidum Harvey
- Sargassum pinnatiphyllum Kraft
- Sargassum plagiophylloides  (Sans vérification)
- Sargassum plagiophyllum C.Agardh
- Sargassum platycarpum Montagne
- Sargassum podacanthoides Kraft
- Sargassum podacanthum Sonder
- Sargassum polyacanthum J.Agardh
- Sargassum polyceratium Montagne
- Sargassum polycystum C.Agardh
- Sargassum polyphyllum J.Agardh
- Sargassum polyporum Montagne
- Sargassum portierianum Zanardini
- Sargassum primitivum Tseng & Lu
- Sargassum prismaticum V.D.Chauhan
- Sargassum pseudocystocarpum Grunow
- Sargassum pseudolanceolatum Tseng & Lu
- Sargassum pterocystum Zanardini
- Sargassum pteropleuron Grunow
- Sargassum pulchellum Grunow
- Sargassum pumilum Tseng & Lu
- Sargassum pusillum C.K.Tseng & Lu Baoren
- Sargassum pusillum W.R.Taylor
- Sargassum pyriforme C.Agardh
- Sargassum qingdaoense C.K.Tseng & B.Lu
- Sargassum qinzhounse C.K.Tseng & B.Lu
- Sargassum qionghaiense Tseng & Lu
- Sargassum quinhonense Nguyen Huu Dai
- Sargassum ramentaceum Zarmouth & Nizamuddin
- Sargassum ramifolium Kützing
- Sargassum raoulii J.D.Hooker & Harvey
- Sargassum rhizophorum Tseng & Lu
- Sargassum rigidiusculum  (Sans vérification)
- Sargassum ringgoldianum Harvey
- Sargassum robillardii (Grunow) Mattio, Zubia, Loveday, Crochelet, Duong, Payri, Bhagooli & Bolton
- Sargassum robustum Kuntze
- Sargassum rostratum J.Agardh
- Sargassum ryukyuense Shimabukuro & Yoshida
- Sargassum sagamianum Yendo
- Sargassum salicifolioides Yamada
- Sargassum salicifolium Naccari
- Sargassum saltii (Turner) C.Agardh
- Sargassum samarense G.C.Trono, Jr
- Sargassum sanyaense Tseng & Lu
- Sargassum saundersii Kraft
- Sargassum scabridum J.D.Hooker & Harvey
- Sargassum scherzerianum Grunow
- Sargassum schnetteri (Bula-Meyer) Camacho, Mattio & Diaz-Pulido
- Sargassum scopula Grunow
- Sargassum segii Yoshida
- Sargassum serratifolium (C.Agardh) C.Agardh
- Sargassum serratum Nguyen Huu Dai
- Sargassum setifolium (Grunow) Setchell (Sans vérification)
- Sargassum shandongense C.K.Tseng, Z.F.Zhang & B.Lu
- Sargassum shangchuanii Tseng & Lu
- Sargassum siliculosoides Tseng & Lu
- Sargassum siliquastrum (Mertens ex Turner) C.Agardh
- Sargassum siliquosum J.Agardh
- Sargassum silvae C.K.Tseng & Lu Baoren
- Sargassum silvai Tseng & Lu
- Sargassum sinclairii J.D.Hooker & Harvey
- Sargassum sinicola Setchell & N.L.Gardner
- Sargassum sonorense E.Y.Dawson
- Sargassum spathulophyllum J.Tanaka, H.Murakami & S.Arai
- Sargassum spinifex C.Agardh
- Sargassum spinuligerum Sonder
- Sargassum squarrosum Greville
- Sargassum steinitzii Lipkin & P.C.Silva
- Sargassum stenophyllum Martius
- Sargassum subdroserifolium Tseng & Lu
- Sargassum subfalcatum Sonder
- Sargassum subrepandum (Forsskål) C.Agardh
- Sargassum subspathulatum (Grunow) Grunow
- Sargassum subtilissimum C.K.Tseng & Lu
- Sargassum sullivanii G.C.Trono
- Sargassum swartzii C.Agardh
- Sargassum symphyorhizoideum Tseng & Lu
- Sargassum taeniatum Kuntze (Statut incertain)
- Sargassum taiwanicum C.KTseng & B.Lu
- Sargassum telephifolium (Turner) C.Agardh
- Sargassum templetonii Setchell
- Sargassum tenerrimum J.Agardh
- Sargassum tenuifolioides Tseng & Lu
- Sargassum tenuifolium Yamada
- Sargassum tenuissimum (Endlicher & Diesling) Grunow
- Sargassum teretifolium J.Agardh
- Sargassum thivyae V.Krishnamurthy & R.Ezhili
- Sargassum thunbergii (Mertens ex Roth) Kuntze
- Sargassum tilesii Grunow
- Sargassum torvum J.Agardh
- Sargassum tosaense Yendo
- Sargassum trichocarpum J.Agardh
- Sargassum trichophyllum (Kützing) Kuntze
- Sargassum tristichum Sonder
- Sargassum turbinarioides Grunow
- Sargassum ulixei G.Andrade-Sorcia & S.M.Boo
- Sargassum umezakii G.C.Trono
- Sargassum vachellianum Greville
- Sargassum vaysierianum Montagne
- Sargassum velasquezii G.C.Trono
- Sargassum verrucosum Zanardini
- Sargassum vestitum (R.Brown ex Turner) C.Agardh
- Sargassum vietnamense A.D.Zinova & Dinh (Sans vérification)
- Sargassum vigorosum P.C.Silva
- Sargassum virescens Figari & De Notaris
- Sargassum virgatum C.Agardh
- Sargassum vizcainense E.Y.Dawson
- Sargassum vulgare C.Agardh
- Sargassum wakayamaense Yoshida
- Sargassum wangii C.K.Tseng & Lu Baoren
- Sargassum weizhouense C.K.Tseng & Lu Baoren (Sans vérification)
- Sargassum weizhouense Tseng & Lu
- Sargassum weizhounse C.K.Tseng & Lu
- Sargassum wenchangense Tseng & Lu
- Sargassum wolfii S.A.Earle
- Sargassum xishaense C.K.Tseng & Lu
- Sargassum yamadae Yoshida & T.Konno
- Sargassum yamamotoi Yoshida
- Sargassum yendoi Okamura & Yamada
- Sargassum yezoense (Yamada) Yoshida & T.Konno
- Sargassum yinggehaiense Tseng & Lu
- Sargassum yongxingense Tseng & Lu
- Sargassum yoshidae G.C.Trono
- Sargassum zacae Setchell
- Sargassum zhangii C.K.Tseng & Lu Baoren

Selon ITIS (27 février 2015) :
- Sargassum acinarium (Linnaeus) C. Agardh
- Sargassum agardhianum J. Ag.
- Sargassum albermarlense Taylor
- Sargassum bacciferum (Turner) Agardh
- Sargassum bermudense
- Sargassum boryi C. Ag.
- Sargassum carpophyllum J. Ag.
- Sargassum cinctum J. Ag.
- Sargassum coriifolium J. Ag.
- Sargassum crassifolium J. Ag.
- Sargassum cristaefolium C. Agardh
- Sargassum cymosum
- Sargassum desvauxii (Mertens) C. Ag.
- Sargassum duplicatum J. Ag.
- Sargassum echinocarpum J. Ag.
- Sargassum filifolium C. Ag.
- Sargassum filipendula C. Agardh
- Sargassum fissifolium (Mertens) C. Ag.
- Sargassum flavicans (Mertens) C. Ag.
- Sargassum fluitans (Børgesen) Børgesen
- Sargassum hystrix
- Sargassum ilicifolium (Turner) C. Ag.
- Sargassum linifolium
- Sargassum lophocarpum J. Ag.
- Sargassum muticum Yendo
- Sargassum myriocystum J. Ag.
- Sargassum natans (L.) Gaillon
- Sargassum obtusifolium
- Sargassum oligocystum Mont.
- Sargassum palmeri Grun.
- Sargassum piluliferum
- Sargassum polyacanthum J. Ag.
- Sargassum polyceratium
- Sargassum polycystum C. Ag.
- Sargassum polyphyllum
- Sargassum pteropleuron
- Sargassum scabripes J. Ag.
- Sargassum spathulaefolium J. Ag.
- Sargassum spinuligerum Sonder
- Sargassum stenophyllum J. Ag.
- Sargassum torvum J. Ag.
- Sargassum turbinarioides Grunow
- Sargassum verruculosum (Mertens) C. Ag.
- Sargassum vulgare

Selon World Register of Marine Species (27 février 2015) :
- sous-genre Sargassum (Arthrophycus)
- sous-genre Sargassum (Bactrophycus)
- sous-genre Sargassum (Phyllotricha)
- sous-genre Sargassum (Sargassum)
- Sargassum abbottiae G.C.Trono, Jr., 1994
- Sargassum acinacifolium Setchell & N.L.Gardner, 1924
- Sargassum acinaciforme Montagne, 1850
- Sargassum acinaria C.Agardh, 1821
- Sargassum acinarium (Linnaeus) Setchell, 1933
- Sargassum agardhianum Farlow, 1889
- Sargassum agaviforme Tseng & Lu, 1994
- Sargassum albemarlense W.R.Taylor, 1945
- Sargassum albertisii Piccone, 1884
- Sargassum alternato-pinnatum Yamada, 1942
- Sargassum amabile Yamada, 1942
- Sargassum amaliae Grunow, 1874
- Sargassum ammophilum Yoshida & T.Konno, 1982
- Sargassum angii L.M.Laio, 1998
- Sargassum angustifolioides Tseng & Lu, 2004
- Sargassum angustifolium C.Agardh, 1820
- Sargassum aquifolium (Turner) C.Agardh, 1820
- Sargassum araii Yoshida, 1994
- Sargassum armatum J.Agardh, 1848
- Sargassum arnaudianum Montagne, 1850
- Sargassum asperifolium Hering & G.Martens ex J.Agardh, 1848
- Sargassum assimile Harvey, 1859
- Sargassum autumnale Yoshida, 1983
- Sargassum baccularia (Mertens) C.Agardh, 1824
- Sargassum balingasayense Trono, 1994
- Sargassum banyuejiaoense C.K.Tseng & Lu, 1996
- Sargassum bataanense G.C.Trono, 1994
- Sargassum beihaiense C.K.Tseng & B.Lu, 1999
- Sargassum belangeri Bory de Saint-Vincent, 1834
- Sargassum bermudense Grunow, 1916
- Sargassum bicorne J.Agardh, 1848
- Sargassum biserrulioides C.K.Tseng & Lu Baroen, 2002
- Sargassum boreale Yoshida & Horiguchi, 2000
- Sargassum botruosum Montagne, 1850
- Sargassum botuliforme Kraft, 2009
- Sargassum boveanum J.Agardh, 1848
- Sargassum brachycarpum J.Agardh, 1889
- Sargassum brachyphyllum Zanardini, 1874
- Sargassum brandegeei Setchell & N.L.Gardner, 1924
- Sargassum bulbiferum Yoshida, 1994
- Sargassum buxifolium (Chauvin) M.J.Wynne, 2011
- Sargassum calophyllum De Notaris, 1858
- Sargassum capillare Kützing, 1843
- Sargassum capilliforme Tseng & Lu, 1994
- Sargassum capitatum Tseng & Lu, 2002
- Sargassum carpophyllum J.Agardh, 1848
- Sargassum cavernulosum Kraft, 2009
- Sargassum cervicorne Greville, 1849
- Sargassum chamissonis Kützing
- Sargassum cinctum J.Agardh, 1848
- Sargassum cinereum J.Agardh, 1848
- Sargassum cinotum J.Agardh
- Sargassum claviferum J.Agardh, 1889
- Sargassum clonocarpum Grunow, 1889
- Sargassum concinnum Greville ex J.Agardh, 1848
- Sargassum confusum C.Agardh, 1824
- Sargassum congkinhii Pham-Hoàng Hô, 1967
- Sargassum corderoi R.B.Modelo Jr, I.Umezaki & L.M.Liao, 1998
- Sargassum coreanum J.Agardh, 1889
- Sargassum cornigerum Sonder, 1915
- Sargassum cornutifructum H.D.Nguyen & Q.N.Huynh, 1999
- Sargassum costatum Tseng & Lu, 1996
- Sargassum cotoense Nguyen, 2002
- Sargassum crispifolium Yamada, 1931
- Sargassum cuneifolium J.Agardh, 1837
- Sargassum currimaoense G.C.Trono, 1994
- Sargassum cylindrocarpum Setchell & Gardner, 1924
- Sargassum cylindrocystum Figari & De Notaris, 1853
- Sargassum cymosum C.Agardh, 1820
- Sargassum cystocarpum C.Agardh, 1820
- Sargassum cystophyllum Montagne, 1842
- Sargassum dasyphyllum
- Sargassum dazhouense Tseng & Lu, 1997
- Sargassum decaisnei J.Agardh, 1848
- Sargassum decipiens (R.Brown ex Turner) J.Agardh, 1873
- Sargassum densicystum Tseng & Lu, 1996
- Sargassum densifolium Zanardini, 1858
- Sargassum denticarpum T.Ajisaka, 1994
- Sargassum dentifolium (Turner) C.Agardh, 1820
- Sargassum desfontainesii (Turner) C.Agardh, 1820
- Sargassum desvauxii (Mertens) C.Agardh, 1820
- Sargassum distichum Sonder, 1845
- Sargassum divaricatum Greville, 1849
- Sargassum diversifolium (Turner) C.Agardh, 1824
- Sargassum dotyi Trono, 1994
- Sargassum dumosum Greville, 1848
- Sargassum ecuadoreanum W.R.Taylor, 1945
- Sargassum elegans Suhr, 1840
- Sargassum elongatum
- Sargassum emarginatum C.K.Tseng & Lu, 1978
- Sargassum ensifolium (C.Agardh) J.Agardh, 1873
- Sargassum erinaceum Greville ex Kuntze, 1880
- Sargassum erosum J.Agardh, 1889
- Sargassum erumpens Tseng & Lu, 1996
- Sargassum esperi C.Agardh, 1820
- Sargassum euryphyllum (Grunow) Tseng & Lu, 2002
- Sargassum expansum Kuntze, 1880
- Sargassum fallax Sonder, 1845
- Sargassum feldmannii Pham-Hoàng Hô, 1967
- Sargassum fergusonii Grunow, 1915
- Sargassum filifolium (C.Agardh) C.Agardh, 1824
- Sargassum filiforme Montagne, 1844
- Sargassum filipendula C.Agardh, 1824
- Sargassum fissifolium (Mertens) C.Agardh, 1823
- Sargassum flavicans (Mertens) C.Agardh, 1820
- Sargassum flavifolium Kützing, 1849
- Sargassum fluitans (Børgesen) Børgesen, 1914
- Sargassum fragile J.Agardh, 1889
- Sargassum fresenianum J.Agardh, 1837
- Sargassum frutescens Tseng & Lu, 1994
- Sargassum fruticulosum Tseng & Lu, 1994
- Sargassum fujianense C.K.Tseng & B.Lu, 2002
- Sargassum fuliginosoides Tseng & Lu, 2000
- Sargassum fulvellum (Turner) C.Agardh, 1820
- Sargassum furcatum Kützing, 1843
- Sargassum fuscifolium Tseng & Lu, 2002
- Sargassum fusiforme (Harvey) Setchell, 1931
- Sargassum galapagense Grunow, 1886
- Sargassum gaudichaudii Montagne, 1842
- Sargassum gemmiphorum Tseng & Lu, 2000
- Sargassum giganteifolium Yamada, 1925
- Sargassum glandulifolium Grunow, 1900
- Sargassum glaucescens J.Agardh, 1848
- Sargassum globulariifolium J.Agardh, 1889
- Sargassum godeffroyi Grunow, 1874
- Sargassum gracile J.Agardh, 1848
- Sargassum gracillimum Reinbold, 1913
- Sargassum graminifolium C.Agardh, 1820
- Sargassum granuliferum C.Agardh, 1820
- Sargassum grevillei J.Agardh, 1848
- Sargassum guangdongii Tseng & Lu, 1994
- Sargassum hainanense Tseng & Lu, 1995
- Sargassum hemiphylloides Kützing, 1847
- Sargassum hemiphyllum (Turner) C.Agardh, 1820
- Sargassum henslowianum C.Agardh, 1848
- Sargassum herbaceum Kützing, 1849
- Sargassum herklotsii Setchell, 1933
- Sargassum herporhizum Setchell & N.L.Gardner, 1924
- Sargassum heteromorphum J.Agardh, 1873
- Sargassum hildebrandtii Grunow, 1889
- Sargassum hombronianum Montagne, 1845
- Sargassum horneri (Turner) C.Agardh, 1820
- Sargassum hornschuchii C.Agardh, 1820
- Sargassum horridulum Grunow, 1874
- Sargassum horridum Setchell & N.L.Gardner, 1924
- Sargassum howellii Setchell, 1937
- Sargassum huangluense C.K.Tseng & Lu, 1996
- Sargassum hystrix J.Agardh, 1847
- Sargassum ilicifolioides Tseng & Lu, 2002
- Sargassum ilicifolium (Turner) C.Agardh, 1820
- Sargassum incanum Grunow, 1915
- Sargassum incisifolium (Turner) C.Agardh, 1820
- Sargassum integerrimum Tseng & Lu, 2002
- Sargassum integrifolioides Tseng & Lu, 2000
- Sargassum intermedium Tseng & Lu, 1996
- Sargassum involucratum De Notaris, 1842
- Sargassum johnsonii V.J.Chapman, 1961
- Sargassum johnstonii Setchell & N.L.Gardner, 1924
- Sargassum kashiwajimanum Yendo, 1907
- Sargassum kasyotense Yamada, 1944
- Sargassum kendrickii N.A.Goldberg & Huisman, 2004
- Sargassum kuetzingii Setchell, 1931
- Sargassum kushimotense Yendo, 1907
- Sargassum lacerifolium (Turner) C.Agardh, 1820
- Sargassum laevigatum J.Agardh, 1889
- Sargassum lanceolatum J.Agardh, 1848
- Sargassum lapazeanum Setchell & N.L.Gardner, 1924
- Sargassum latifolium (Turner) C.Agardh, 1820
- Sargassum laxifolium Tseng & Lu, 1987
- Sargassum leizhouense Tseng & Lu, 1994
- Sargassum lendigerum (Linnaeus) C.Agardh, 1820
- Sargassum leptopodum J.Agardh, 1889
- Sargassum leptopodum Sonder, 1871
- Sargassum liebmannii J.Agardh, 1847
- Sargassum ligulatum C.Agardh, 1824
- Sargassum linearifolium (Turner) C.Agardh, 1820
- Sargassum longicarpum Tseng & Lu, 2004
- Sargassum longicaulis Tseng & Lu, 1994
- Sargassum longifolius
- Sargassum longifructum C.K.Tseng & B.Lu, 1987
- Sargassum longivesiculosum Tseng & Lu, 1998
- Sargassum lophocarpum J.Agardh, 1889
- Sargassum macdougalii E.Y.Dawson, 1944
- Sargassum macrocarpum C.Agardh, 1820
- Sargassum macrophyllum Zanardini, 1874
- Sargassum magarevense
- Sargassum marcaccii Grunow, 1884
- Sargassum marginatum (C.Agardh) J.Agardh, 1848
- Sargassum mathiesonii Kilar, 1992
- Sargassum maximiliani (Schrad.) Martens
- Sargassum mcclurei Setchell, 1933
- Sargassum megalocystum Tseng & Lu, 1997
- Sargassum micracantha
- Sargassum micracanthum (Kützing) Endlicher, 1843
- Sargassum microceratium (Mertens ex Turner) C.Agardh, 1820
- Sargassum microcystum J.Agardh, 1848
- Sargassum microphyllum C.Agardh, 1820
- Sargassum minimum Tseng & Lu, 2004
- Sargassum miyabei Yendo, 1907
- Sargassum muticum (Yendo) Fensholt, 1955
- Sargassum namoense Nguyen Huu Dai, 2004
- Sargassum nanshaense C.K.Tseng & Lu, 1996
- Sargassum naozhounse C.K.Tseng & Lu, 1987
- Sargassum natans (Linnaeus) Gaillon, 1828
- Sargassum neglectum Figari & De Notaris, 1853
- Sargassum neurophorum J.Agardh, 1889
- Sargassum nigrescens Zanardini, 1858
- Sargassum nigrifolioides C.K.Tseng & Lu, 1985
- Sargassum nigrifolium Yendo, 1907
- Sargassum nipponicum Yendo, 1907
- Sargassum notarisii Zanardini, 1858
- Sargassum novae-hollandiae P.C.Silva, 1996
- Sargassum nozhouense Tseng & Lu, 1987
- Sargassum obovatum Harvey, 1834
- Sargassum obtusifolium J.Agardh, 1848
- Sargassum ohnoi G.C.Trono, 1994
- Sargassum okamurae Yoshida & T.Konno, 1983
- Sargassum oligocystum Montagne, 1845
- Sargassum orotavicum T.Díaz-Villa, J.Afonso-Carillo & M.Sansón, 2004
- Sargassum pachycarpum J.Agardh, 1889
- Sargassum pacificum Bory de Saint-Vincent, 1828
- Sargassum pallidum (Turner) C.Agardh, 1820
- Sargassum palmeri Grunow, 1915
- Sargassum paniculatum J.Agardh, 1848
- Sargassum paradoxum (R.Brown ex Turner) Gaillon, 1828
- Sargassum parvifolioides Tseng & Lu, 2002
- Sargassum parvifolium (Turner) C.Agardh, 1820
- Sargassum parvivesiculosum C.K.Tseng & Lu, 1979
- Sargassum parvulum Tseng & Lu, 2004
- Sargassum patens C.Agardh, 1820
- Sargassum peronii C.Agardh, 1820
- Sargassum persicum Kützing, 1849
- Sargassum phamhoangii Nguyen, 2002
- Sargassum philippinense Grunow, 1916
- Sargassum phyllocystum C.K.Tseng & Lu, 1979
- Sargassum picconii Grunow, 1889
- Sargassum piluliferum (Turner) C.Agardh, 1820
- Sargassum pinnatifidum Harvey, 1860
- Sargassum pinnatiphyllum Kraft, 2009
- Sargassum plagiophylloides
- Sargassum plagiophyllum C.Agardh, 1824
- Sargassum platycarpum Montagne, 1842
- Sargassum podacanthoides Kraft, 2009
- Sargassum podacanthum Sonder, 1845
- Sargassum polyacanthum J.Agardh, 1889
- Sargassum polyceratium Montagne, 1837
- Sargassum polycystum C.Agardh, 1824
- Sargassum polyphyllum J.Agardh, 1848
- Sargassum polyporum Montagne, 1842
- Sargassum porterianum
- Sargassum portieranum
- Sargassum portierianum Zanardini, 1858
- Sargassum primitivum Tseng & Lu, 1995
- Sargassum prismaticum V.D.Chauhan, 1965
- Sargassum pseudocystocarpum Grunow, 1886
- Sargassum pseudolanceolatum Tseng & Lu, 2002
- Sargassum pterocystum Zanardini, 1858
- Sargassum pteropleuron Grunow, 1868
- Sargassum pulchellum Grunow, 1888
- Sargassum pumilum Tseng & Lu, 2000
- Sargassum pusillum W.R.Taylor, 1975
- Sargassum pyriforme C.Agardh, 1824
- Sargassum qingdaoense Tseng & Lu, 2000
- Sargassum qinzhounse Tseng & Lu, 1994
- Sargassum qionghaiense Tseng & Lu, 1996
- Sargassum quinhonense Nguyen, 2002
- Sargassum ramentaceum Zarmouth & Nizamuddin, 1991
- Sargassum ramifolium Kützing, 1861
- Sargassum raoulii J.D.Hooker & Harvey, 1845
- Sargassum rhizophorum Tseng & Lu, 2002
- Sargassum ringoldianum Harvey, 1860
- Sargassum robustum Kuntze, 1880
- Sargassum rostratum J.Agardh, 1896
- Sargassum sagamianum Yendo, 1907
- Sargassum salicifolioides Yamada, 1942
- Sargassum salicifolium (J.Agardh) J.Agardh, 1889
- Sargassum salicifolium Naccari, 1828
- Sargassum saltii (Turner) C.Agardh, 1824
- Sargassum samarense G.C.Trono, Jr, 1994
- Sargassum sanyaense Tseng & Lu, 1997
- Sargassum saundersii Kraft, 2009
- Sargassum scabridum J.D.Hooker & Harvey, 1845
- Sargassum scherzerianum Grunow, 1868
- Sargassum scopula Grunow, 1916
- Sargassum segii Yoshida, 1976
- Sargassum serratifolium (C.Agardh) C.Agardh, 1820
- Sargassum serratum Nguyen Huu Dai, 2004
- Sargassum setifolium (Grunow) Setchell, 1937
- Sargassum shandongense Tseng, Zhang & Lu, 2000
- Sargassum shangchuanii Tseng & Lu, 1994
- Sargassum siliculosoides Tseng & Lu, 2002
- Sargassum siliquastrum (Turner) C.Agardh, 1820
- Sargassum siliquosum J.Agardh, 1848
- Sargassum silvae C.K.Tseng & Lu Baoren, 1999
- Sargassum silvai Tseng & Lu, 1999
- Sargassum sinclairii J.D.Hooker & Harvey, 1845
- Sargassum sinicola Setchell & N.L.Gardner, 1924
- Sargassum sonderi (J.Agardh) J.Agardh, 1873
- Sargassum sonorense E.Y.Dawson, 1960
- Sargassum spathulophyllum J.Tanaka, H.Murakami & S.Arai, 1999
- Sargassum spinifex C.Agardh, 1820
- Sargassum spinuligerum Sonder, 1845
- Sargassum squarrosum Greville, 1849
- Sargassum steinitzii Lipkin & P.C.Silva, 2002
- Sargassum stenophyllum Martius, 1828
- Sargassum subdroserifolium Tseng & Lu, 2002
- Sargassum subfalcatum Sonder, 1854
- Sargassum subrepandum (Forsskål) C.Agardh, 1820
- Sargassum subspathulatum (Grunow) Grunow, 1916
- Sargassum subtilissimum C.K.Tseng & Lu, 1978
- Sargassum sullivanii G.C.Trono, 1994
- Sargassum swartzii C.Agardh, 1820
- Sargassum symphyorhizoideum Tseng & Lu, 2002
- Sargassum taiwanicum Tseng & Lu, 1999
- Sargassum telephifolium (Turner) C.Agardh, 1820
- Sargassum templetonii Setchell, 1937
- Sargassum tenerrimum J.Agardh, 1848
- Sargassum tenuifolioides Tseng & Lu, 2002
- Sargassum tenuifolium Yamada, 1942
- Sargassum tenuissimum (Endlicher & Diesling) Grunow, 1915
- Sargassum teretifolium J.Agardh, 1848
- Sargassum thivyae V.Krishnamurthy & R.Ezhili, 2000
- Sargassum thunbergii (Mertens ex Roth) Kuntze, 1898
- Sargassum tilesii Grunow, 1916
- Sargassum torvum J.Agardh, 1889
- Sargassum tosaense Yendo, 1907
- Sargassum trichocarpum J.Agardh, 1889
- Sargassum trichophyllum (Kützing) Kuntze, 1880
- Sargassum tristichum Sonder, 1845
- Sargassum turbinarioides Grunow, 1915
- Sargassum umezakii G.C.Trono, 1994
- Sargassum vachellianum Greville, 1848
- Sargassum varians Sonder, 1845
- Sargassum vaysierianum Montagne, 1850
- Sargassum velasquezii G.C.Trono, 1992
- Sargassum verrucosum Zanardini, 1858
- Sargassum verruculosum C.Agardh, 1820
- Sargassum vestitum (R.Brown ex Turner) C.Agardh, 1820
- Sargassum vigorosum P.C.Silva, 1996
- Sargassum virescens Figari & De Notaris, 1853
- Sargassum virgatum C.Agardh, 1820
- Sargassum vizcainense E.Y.Dawson, 1954
- Sargassum vulgare C.Agardh, 1820
- Sargassum wakayamaense Yoshida, 1994
- Sargassum wangii C.K.Tseng & Lu Baoren, 1998
- Sargassum weizhouense C.K.Tseng & Lu Baoren
- Sargassum weizhounse C.K.Tseng & Lu, 2002
- Sargassum wenchangense Tseng & Lu, 1995
- Sargassum wsizhouense Tseng & Lu, 2002
- Sargassum xishaense C.K.Tseng & Lu, 1979
- Sargassum yamadae Yoshida & T.Konno, 1983
- Sargassum yamamotoi Yoshida, 1983
- Sargassum yemenense
- Sargassum yendoi Okamura & Yamada, 1938
- Sargassum yezoense (Yamada) Yoshida & T.Konno, 1983
- Sargassum yinggehaiense Tseng & Lu, 2002
- Sargassum yongxingense Tseng & Lu, 1997
- Sargassum yoshidae G.C.Trono, 1994
- Sargassum zacae Setchell, 1937
- Sargassum zhangii C.K.Tseng & Lu Baoren, 1999

## Habitat dérivant
Les bancs de deux Sargasses holopélagiques forment un habitat dérivant pour d'autres espèces. 

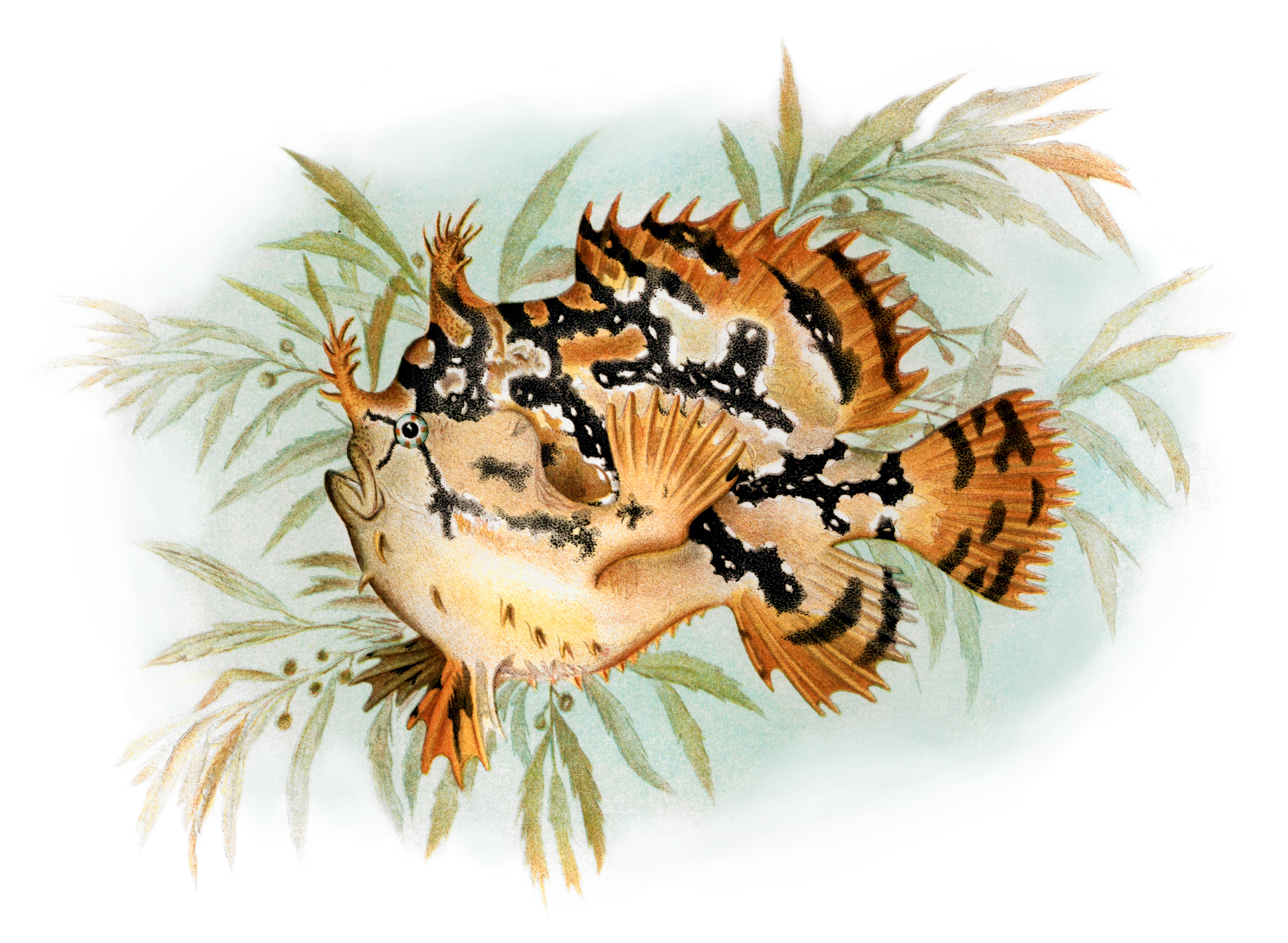
Le poisson-grenouille des sargasses Histrio histrio, au camouflage adapté.
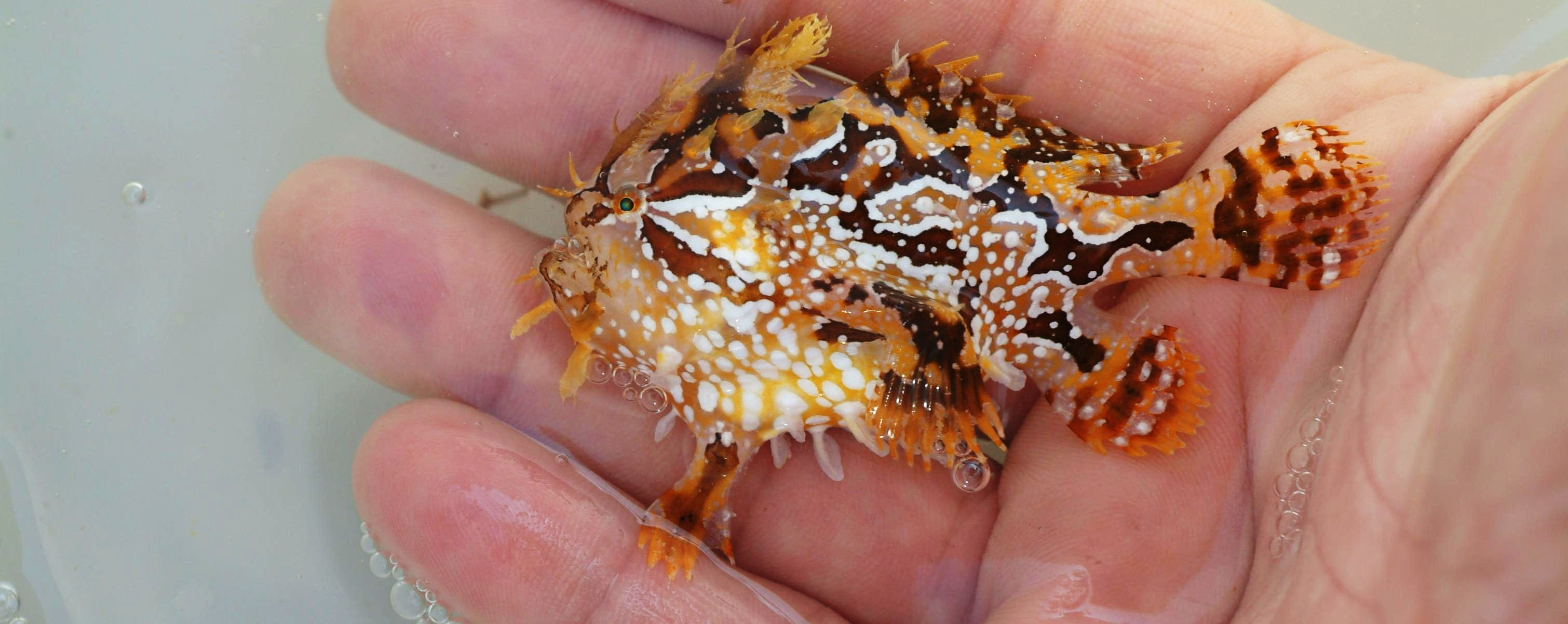
Photo.
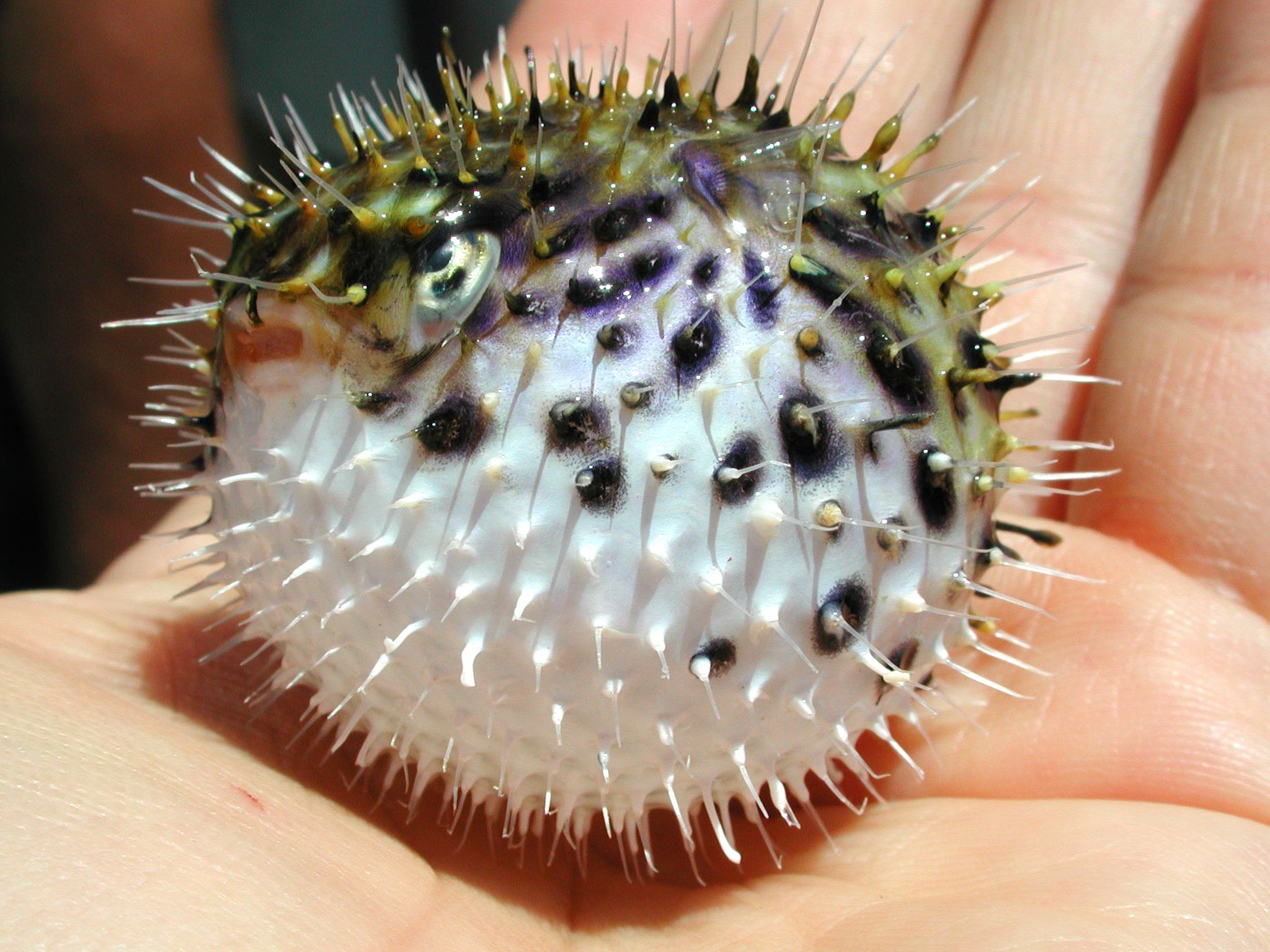
Des juvéniles de Tétraodontidés s'abritent aussi dans les Sargasses.
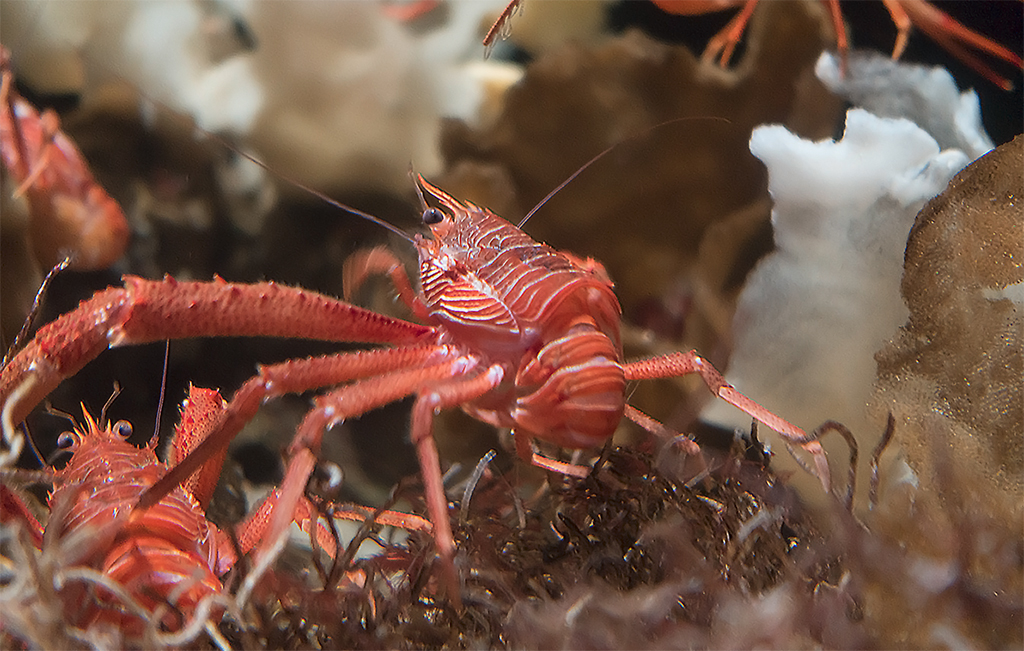
La galathée pélagique (Pleuroncodes planipes) est un habitant typique des radeaux de sargasses.